# Championnat du monde d'échecs 1981

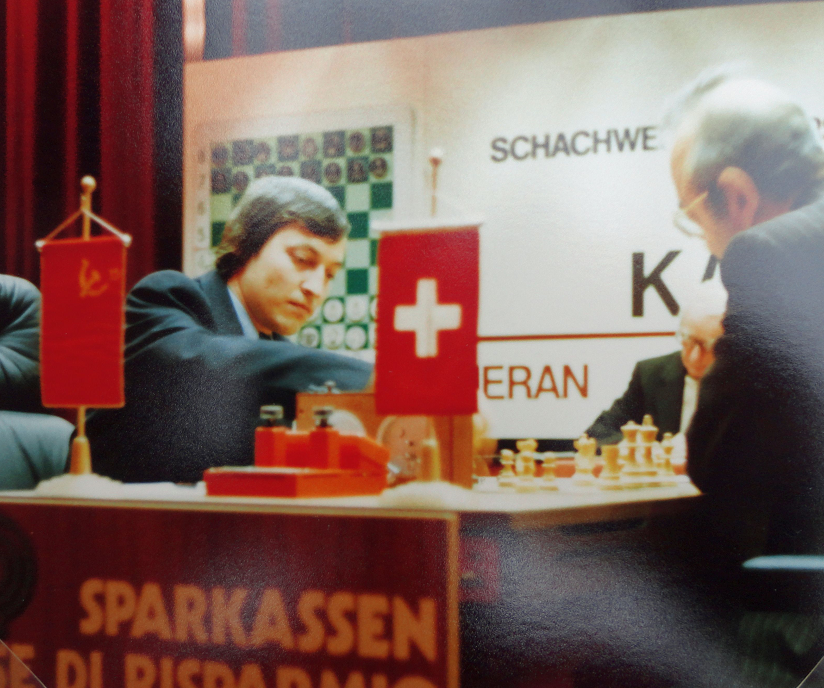
Karpov - Kortchnoi (1981)

Le Championnat du monde d'échecs 1981 a vu s'affronter le tenant du titre, le Soviétique Anatoli Karpov et le dissident soviétique Viktor Kortchnoï, jouant désormais sous les couleurs de la Suisse. Il s'est tenu à Merano en Italie du 1er octobre au 19 novembre 1981. Karpov l'a emporté.
Les mêmes joueurs s'étaient affrontés lors du championnat du monde précédent à Baguio.

## Qualification

### Tournois interzonaux
En 1979, deux tournois interzonaux ont été joués, l’un à Riga et l’autre à Rio de Janeiro.
|    |                               | Élo  | 1 | 2 | 3 | 4 | 5 | 6 | 7 | 8 | 9 | 10 | 11 | 12 | 13 | 14 | 15 | 16 | 17 | 18 | Total | Tie break |
| -- | ----------------------------- | ---- | - | - | - | - | - | - | - | - | - | -- | -- | -- | -- | -- | -- | -- | -- | -- | ----- | --------- |
| 1  | Mikhail Tal                   | 2615 | - | 1 | ½ | ½ | 1 | 1 | ½ | 1 | 1 | 1  | 1  | ½  | 1  | ½  | ½  | 1  | 1  | 1  | 14    |           |
| 2  | Lev Polugaevsky               | 2625 | 0 | - | ½ | ½ | 1 | ½ | 1 | 1 | 0 | 1  | ½  | 1  | ½  | ½  | 1  | ½  | 1  | 1  | 11½   |           |
| 3  | András Adorján                | 2525 | ½ | ½ | - | ½ | 0 | 0 | 1 | ½ | 1 | 1  | ½  | ½  | 1  | 1  | ½  | 1  | 1  | ½  | 11    | 85,75     |
| 4  | Zoltán Ribli                  | 2595 | ½ | ½ | ½ | - | 0 | 1 | 0 | ½ | ½ | 1  | ½  | 1  | 1  | ½  | 1  | ½  | 1  | 1  | 11    | 84,75     |
| 5  | Oleg Romanishin               | 2560 | 0 | 0 | 1 | 1 | - | ½ | 1 | 0 | ½ | ½  | 1  | 1  | ½  | 1  | ½  | ½  | 1  | ½  | 10½   | 83,00     |
| 6  | Florin Gheorghiu              | 2540 | 0 | ½ | 1 | 0 | ½ | - | ½ | 1 | ½ | ½  | ½  | ½  | 1  | 1  | 1  | 1  | 0  | 1  | 10½   | 79,75     |
| 7  | Bent Larsen                   | 2620 | ½ | 0 | 0 | 1 | 0 | ½ | - | 0 | ½ | 1  | ½  | 1  | ½  | 1  | 1  | 1  | ½  | 1  | 10    |           |
| 8  | Gennady Kuzmin                | 2565 | 0 | 0 | ½ | ½ | 1 | 0 | 1 | - | ½ | 1  | ½  | ½  | ½  | ½  | 1  | ½  | 0  | 1  | 9     | 71,00     |
| 9  | Vitaly Tseshkovsky            | 2560 | 0 | 1 | 0 | ½ | ½ | ½ | ½ | ½ | - | 0  | 0  | ½  | ½  | 1  | 1  | 1  | 1  | ½  | 9     | 67,50     |
| 10 | Tony Miles                    | 2560 | 0 | 0 | 0 | 0 | ½ | ½ | 0 | 0 | 1 | -  | ½  | ½  | 1  | 1  | 1  | 1  | 1  | 1  | 9     | 59,25     |
| 11 | James Tarjan                  | 2525 | 0 | ½ | ½ | ½ | 0 | ½ | ½ | ½ | 1 | ½  | -  | 0  | 1  | 0  | 0  | 1  | ½  | 1  | 8     |           |
| 12 | Yehuda Gruenfeld              | 2430 | ½ | 0 | ½ | 0 | 0 | ½ | 0 | ½ | ½ | ½  | 1  | -  | 0  | 0  | 1  | 1  | ½  | 1  | 7½    |           |
| 13 | Ljubomir Ljubojević           | 2590 | 0 | ½ | 0 | 0 | ½ | 0 | ½ | ½ | ½ | 0  | 0  | 1  | -  | 1  | ½  | ½  | 1  | 0  | 6½    |           |
| 14 | Herman Claudius van Riemsdijk | 2435 | ½ | ½ | 0 | ½ | 0 | 0 | 0 | ½ | 0 | 0  | 1  | 1  | 0  | -  | ½  | ½  | ½  | 0  | 5½    | 46,25     |
| 15 | Slim Bouaziz                  | 2420 | ½ | 0 | ½ | 0 | ½ | 0 | 0 | 0 | 0 | 0  | 1  | 0  | ½  | ½  | -  | 0  | 1  | 1  | 5½    | 40,75     |
| 16 | Edmar Mednis                  | 2510 | 0 | ½ | 0 | ½ | ½ | 0 | 0 | ½ | 0 | 0  | 0  | 0  | ½  | ½  | 1  | -  | ½  | 1  | 5½    | 39,00     |
| 17 | Francisco Trois               | 2415 | 0 | 0 | 0 | 0 | 0 | 1 | ½ | 1 | 0 | 0  | ½  | ½  | 0  | ½  | 0  | ½  | -  | ½  | 5     |           |
| 18 | Ruben Rodríguez               | 2370 | 0 | 0 | ½ | 0 | ½ | 0 | 0 | 0 | ½ | 0  | 0  | 0  | 1  | 1  | 0  | 0  | ½  | -  | 4     |           |
L’interzonal de Riga a été facilement remporté par un Tal invaincu, devant Polugaevsky. Ils ont été rejoints dans le tournoi des candidats par Adorjá.
|    |                           | Élo  | 1 | 2 | 3 | 4 | 5 | 6 | 7 | 8 | 9 | 10 | 11 | 12 | 13 | 14 | 15 | 16 | 17 | 18 | Total | Tie break |
| -- | ------------------------- | ---- | - | - | - | - | - | - | - | - | - | -- | -- | -- | -- | -- | -- | -- | -- | -- | ----- | --------- |
| 1  | Lajos Portisch            | 2640 | - | ½ | ½ | ½ | 0 | 1 | 1 | 0 | 1 | ½  | ½  | 1  | 1  | 1  | 1  | 1  | 1  | 0  | 11½   | 93,00     |
| 2  | Tigran Petrosian          | 2610 | ½ | - | ½ | ½ | ½ | 1 | ½ | ½ | 1 | ½  | ½  | ½  | 1  | ½  | 1  | 1  | ½  | 1  | 11½   | 92,25     |
| 3  | Robert Hübner             | 2595 | ½ | ½ | - | ½ | 1 | ½ | 1 | 1 | ½ | 1  | 0  | ½  | ½  | ½  | ½  | 1  | 1  | 1  | 11½   | 92,00     |
| 4  | Jan Timman                | 2625 | ½ | ½ | ½ | - | ½ | ½ | 0 | 1 | 1 | ½  | 1  | 1  | ½  | 1  | ½  | ½  | ½  | 1  | 11    |           |
| 5  | Jaime Sunye Neto          | 2375 | 1 | ½ | 0 | ½ | - | 0 | 1 | 0 | 0 | ½  | 1  | 1  | ½  | 1  | 1  | ½  | ½  | ½  | 9½    | 77,75     |
| 6  | Borislav Ivkov            | 2525 | 0 | 0 | ½ | ½ | 1 | - | ½ | 1 | ½ | 1  | ½  | ½  | ½  | ½  | ½  | ½  | ½  | 1  | 9½    | 76,00     |
| 7  | Yuri Balashov             | 2600 | 0 | ½ | 0 | 1 | 0 | ½ | - | ½ | 1 | ½  | ½  | ½  | ½  | ½  | 1  | ½  | ½  | 1  | 9     | 71,25     |
| 8  | Eugenio Torre             | 2520 | 1 | ½ | 0 | 0 | 1 | 0 | ½ | - | 0 | 0  | ½  | ½  | 1  | ½  | 1  | 1  | 1  | ½  | 9     | 70,00     |
| 9  | Gyula Sax                 | 2590 | 0 | 0 | ½ | 0 | 1 | ½ | 0 | 1 | - | ½  | ½  | 1  | 0  | 1  | 0  | 1  | 1  | 1  | 9     | 68,00     |
| 10 | Leonid Shamkovich         | 2495 | ½ | ½ | 0 | ½ | ½ | 0 | ½ | 1 | ½ | -  | 1  | ½  | 1  | 1  | 0  | 0  | ½  | ½  | 8½    | 71,75     |
| 11 | Jan Smejkal               | 2560 | ½ | ½ | 1 | 0 | 0 | ½ | ½ | ½ | ½ | 0  | -  | ½  | 1  | 0  | ½  | 1  | 1  | ½  | 8½    | 68,75     |
| 12 | Rafael Vaganian           | 2570 | 0 | ½ | ½ | 0 | 0 | ½ | ½ | ½ | 0 | ½  | ½  | -  | 0  | 1  | 1  | 1  | ½  | 1  | 8     |           |
| 13 | Guillermo Garcia Gonzales | 2490 | 0 | 0 | ½ | ½ | ½ | ½ | ½ | 0 | 1 | 0  | 0  | 1  | -  | 1  | 0  | ½  | 1  | ½  | 7½    | 59,50     |
| 14 | Dragoljub Velimirovic     | 2515 | 0 | ½ | ½ | 0 | 0 | ½ | ½ | ½ | 0 | 0  | 1  | 0  | 0  | -  | 1  | 1  | 1  | 1  | 7½    | 55,25     |
| 15 | Khosro Harandi            | 2410 | 0 | 0 | ½ | ½ | 0 | ½ | 0 | 0 | 1 | 1  | ½  | 0  | 1  | 0  | -  | 0  | ½  | 1  | 6½    |           |
| 16 | Luis Marcos Bronstein     | 2420 | 0 | 0 | 0 | ½ | ½ | ½ | ½ | 0 | 0 | 1  | 0  | 0  | ½  | 0  | 1  | -  | ½  | 1  | 6     |           |
| 17 | Jean Hébert               | 2365 | 0 | ½ | 0 | ½ | ½ | ½ | ½ | 0 | 0 | ½  | 0  | ½  | 0  | 0  | ½  | ½  | -  | 0  | 4½    | 39,75     |
| 18 | Shimon Kagan              | 2445 | 1 | 0 | 0 | 0 | ½ | 0 | 0 | ½ | 0 | ½  | ½  | 0  | ½  | 0  | 0  | 0  | 1  | -  | 4½    | 37,50     |

### Matchs des candidats
|  | Quarts de finale                | Quarts de finale          |                   |     | Demi-finales                    | Demi-finales                    |  |  | Finale                               | Finale                               |
|  | Quarts de finale                | Quarts de finale          |                   |     | Demi-finales                    | Demi-finales                    |  |  | Finale                               | Finale                               |
|  |                                 |                           |                   |     |                                 |                                 |  |  |                                      |                                      |
|  | Alma Ata, mars-avril 1980       | Alma Ata, mars-avril 1980 |                   |     | Buenos Aires, juillet-août 1980 | Buenos Aires, juillet-août 1980 |  |  | Merano, décembre 1980 - janvier 1981 | Merano, décembre 1980 - janvier 1981 |
|  | Alma Ata, mars-avril 1980       | Alma Ata, mars-avril 1980 |                   |     | Buenos Aires, juillet-août 1980 | Buenos Aires, juillet-août 1980 |  |  | Merano, décembre 1980 - janvier 1981 | Merano, décembre 1980 - janvier 1981 |
|  | Lev Polougaïevski               | 5,5                       |                   |     | Buenos Aires, juillet-août 1980 | Buenos Aires, juillet-août 1980 |  |  | Merano, décembre 1980 - janvier 1981 | Merano, décembre 1980 - janvier 1981 |
|  | Lev Polougaïevski               | 5,5                       |                   |     | Buenos Aires, juillet-août 1980 | Buenos Aires, juillet-août 1980 |  |  | Merano, décembre 1980 - janvier 1981 | Merano, décembre 1980 - janvier 1981 |
|  | Mikhaïl Tal                     | 2,5                       |                   |     | Buenos Aires, juillet-août 1980 | Buenos Aires, juillet-août 1980 |  |  | Merano, décembre 1980 - janvier 1981 | Merano, décembre 1980 - janvier 1981 |
|  | Mikhaïl Tal                     | 2,5                       | Lev Polougaïevski | 6,5 |                                 |                                 |  |  | Merano, décembre 1980 - janvier 1981 | Merano, décembre 1980 - janvier 1981 |
|  | Velden, mars 1980               |                           | Lev Polougaïevski | 6,5 |                                 |                                 |  |  | Merano, décembre 1980 - janvier 1981 | Merano, décembre 1980 - janvier 1981 |
|  |                                 | Viktor Kortchnoï          | 7,5               |     |                                 |                                 |  |  | Merano, décembre 1980 - janvier 1981 | Merano, décembre 1980 - janvier 1981 |
|  | Viktor Kortchnoï                | Viktor Kortchnoï          | 7,5               | 5,5 |                                 |                                 |  |  | Merano, décembre 1980 - janvier 1981 | Merano, décembre 1980 - janvier 1981 |
|  | Viktor Kortchnoï                |                           |                   | 5,5 |                                 |                                 |  |  | Merano, décembre 1980 - janvier 1981 | Merano, décembre 1980 - janvier 1981 |
|  | Tigran Petrossian               | 3,5                       |                   |     |                                 |                                 |  |  | Merano, décembre 1980 - janvier 1981 | Merano, décembre 1980 - janvier 1981 |
|  | Tigran Petrossian               | 3,5                       | Viktor Kortchnoï  | 4,5 |                                 |                                 |  |  |                                      |                                      |
|  | Mexico, mars-mai 1980           |                           | Viktor Kortchnoï  | 4,5 |                                 |                                 |  |  |                                      |                                      |
|  |                                 | Robert Hübner             | 3,5               |     |                                 |                                 |  |  |                                      |                                      |
|  | Boris Spassky                   | Robert Hübner             | 3,5               | 7   |                                 |                                 |  |  |                                      |                                      |
|  | Boris Spassky                   | Abano Terme, août 1980    |                   | 7   |                                 |                                 |  |  |                                      |                                      |
|  | Lajos Portisch                  | 7                         |                   |     |                                 |                                 |  |  |                                      |                                      |
|  | Lajos Portisch                  | 7                         | Lajos Portisch    | 4,5 |                                 |                                 |  |  |                                      |                                      |
|  | Bad Lauterberg, mars-avril 1980 |                           | Lajos Portisch    | 4,5 |                                 |                                 |  |  |                                      |                                      |
|  |                                 | Robert Hübner             | 6,5               |     |                                 |                                 |  |  |                                      |                                      |
|  | Robert Hübner                   | Robert Hübner             | 6,5               | 5,5 |                                 |                                 |  |  |                                      |                                      |
|  | Robert Hübner                   |                           |                   | 5,5 |                                 |                                 |  |  |                                      |                                      |
|  | András Adorján                  | 4,5                       |                   |     |                                 |                                 |  |  |                                      |                                      |
|  | András Adorján                  | 4,5                       |                   |     |                                 |                                 |  |  |                                      |                                      |

Le match Portisch-Spassky se termine par un ex æquo, cependant Portisch est déclaré vainqueur au nombre de victoires avec les Noirs.
Lors de la finale entre Hübner et Kortchnoï, le jeune allemand de l’Ouest menait d'un point (+2 -1 =3) au bout de 6 parties, mais au cours de la 7e, dans une finale équilibrée, il ne vit pas la possibilité d'une fourchette du cavalier adverse, perdit une tour et dut abandonner. Démoralisé par cette erreur, il perdit aussi la 8e. Il abandonna le match après l’ajournement des 9e et 10e parties qui demeurèrent inachevées, laissant ainsi Kortchnoï aller défier Anatoli Karpov.

## Contexte politique
Bien que Viktor Kortchnoï se fût réfugié à l'Ouest en 1976, sa famille était toujours retenue en URSS. Kortchnoï exigea qu'elle puisse le rejoindre avant le début du match et le président de la Fédération internationale des échecs, Friðrik Ólafsson, décida de reporter d'un mois le match, dont le début était prévu le 19 septembre. Les Soviétiques refusèrent les exigences de Kortchnoï et insistèrent pour que le match débutât dès que possible. Le fils de Kortchnoï fut arrêté et condamné à deux ans et demi de prison pour désertion. L’agence TASS affirmait que cette demande de Kortchnoï n’était pas motivée pour se remettre en couple avec sa femme, prétant à Kortchnoï une liaison avec une hollandaise, mais pour «nuire au prestige de l’U.R.S.S. et créer un climat hostile à Karpov». Le champion du monde est lui plus pondéré. Tout en se disant confiant, il ajoute que « le match sera long, car je sais que mon adversaire lutte toujours jusqu’au bout». Les Soviétiques en signe d’appaisement, permettent à Kortchnoï d’utiliser le drapeau suisse.
Le 30 septembre, deux conférences de presse se déroulent. Celle de Karpov et des Soviétiques prétend que Kortchnoï ne joue bien que quand il est «enragé». Kortchnoï fustige que juste avant le match, les Soviétiques aient publié une partie de sa correspondance avec sa femme et qu’ils ne lui aient pas permis de participer aux plus forts tournois.

## Déroulement du match
Le classement élo de Karpov est de 2700 points soit seulement 5 de plus que celui de Kortchnoï. Vingt ans séparent les deux prétendants. C’est la dernière chance pour le dissident Kortchnoï de se faire justice. Karpov a la réputation de chercher à simplifier les positions et jouer vite, tandis que Kortchnoï cherche les lignes tactiques et ainsi lutte souvent contre la pendule. De plus, le flegme de Karpov contraste avec la rage de vaincre de Kortchnoï.
Partie 1

Blancs : Kortchnoï, Viktor

Noirs : Karpov, Anatoly

Gambit dame refusé, système Tartakower (Makogonov-Fondarevsky)

Résultat : 0-1

1.c4 e6 2.Cc3 d5 3.d4 Fe7 4.Cf3 Cf6 5.Fg5 h6 6.Fh4 O-O 7.e3 b6 8.Tc1 Fb7 9.Fe2 Cbd7 10.cxd5 exd5 11.O-O c5 12.dxc5 bxc5 13.Dc2 Tc8 14.Tfd1 Db6 15.Db1 Tfd8 16.Tc2 De6 17.Fg3 Ch5 18.Tcd2 Cxg3 19.hxg3 Cf6 20.Dc2 g6 21.Da4 a6 22.Fd3 Rg7 23.Fb1 Db6 24.a3 d4
|   | a | b | c | d | e | f | g | h |   |
| 8 | Tour noire sur case blanche c8 · Tour noire sur case noire d8 · Fou noir sur case blanche b7 · Fou noir sur case noire e7 · Pion noir sur case blanche f7 · Roi noir sur case noire g7 · Pion noir sur case blanche a6 · Dame noire sur case noire b6 · Cavalier noir sur case noire f6 · Pion noir sur case blanche g6 · Pion noir sur case noire h6 · Pion noir sur case noire c5 · Dame blanche sur case blanche a4 · Pion noir sur case noire d4 · Pion blanc sur case noire a3 · Cavalier blanc sur case noire c3 · Pion blanc sur case noire e3 · Cavalier blanc sur case blanche f3 · Pion blanc sur case noire g3 · Pion blanc sur case noire b2 · Tour blanche sur case noire d2 · Pion blanc sur case noire f2 · Pion blanc sur case blanche g2 · Fou blanc sur case blanche b1 · Tour blanche sur case blanche d1 · Roi blanc sur case noire g1 | Tour noire sur case blanche c8 · Tour noire sur case noire d8 · Fou noir sur case blanche b7 · Fou noir sur case noire e7 · Pion noir sur case blanche f7 · Roi noir sur case noire g7 · Pion noir sur case blanche a6 · Dame noire sur case noire b6 · Cavalier noir sur case noire f6 · Pion noir sur case blanche g6 · Pion noir sur case noire h6 · Pion noir sur case noire c5 · Dame blanche sur case blanche a4 · Pion noir sur case noire d4 · Pion blanc sur case noire a3 · Cavalier blanc sur case noire c3 · Pion blanc sur case noire e3 · Cavalier blanc sur case blanche f3 · Pion blanc sur case noire g3 · Pion blanc sur case noire b2 · Tour blanche sur case noire d2 · Pion blanc sur case noire f2 · Pion blanc sur case blanche g2 · Fou blanc sur case blanche b1 · Tour blanche sur case blanche d1 · Roi blanc sur case noire g1 | Tour noire sur case blanche c8 · Tour noire sur case noire d8 · Fou noir sur case blanche b7 · Fou noir sur case noire e7 · Pion noir sur case blanche f7 · Roi noir sur case noire g7 · Pion noir sur case blanche a6 · Dame noire sur case noire b6 · Cavalier noir sur case noire f6 · Pion noir sur case blanche g6 · Pion noir sur case noire h6 · Pion noir sur case noire c5 · Dame blanche sur case blanche a4 · Pion noir sur case noire d4 · Pion blanc sur case noire a3 · Cavalier blanc sur case noire c3 · Pion blanc sur case noire e3 · Cavalier blanc sur case blanche f3 · Pion blanc sur case noire g3 · Pion blanc sur case noire b2 · Tour blanche sur case noire d2 · Pion blanc sur case noire f2 · Pion blanc sur case blanche g2 · Fou blanc sur case blanche b1 · Tour blanche sur case blanche d1 · Roi blanc sur case noire g1 | Tour noire sur case blanche c8 · Tour noire sur case noire d8 · Fou noir sur case blanche b7 · Fou noir sur case noire e7 · Pion noir sur case blanche f7 · Roi noir sur case noire g7 · Pion noir sur case blanche a6 · Dame noire sur case noire b6 · Cavalier noir sur case noire f6 · Pion noir sur case blanche g6 · Pion noir sur case noire h6 · Pion noir sur case noire c5 · Dame blanche sur case blanche a4 · Pion noir sur case noire d4 · Pion blanc sur case noire a3 · Cavalier blanc sur case noire c3 · Pion blanc sur case noire e3 · Cavalier blanc sur case blanche f3 · Pion blanc sur case noire g3 · Pion blanc sur case noire b2 · Tour blanche sur case noire d2 · Pion blanc sur case noire f2 · Pion blanc sur case blanche g2 · Fou blanc sur case blanche b1 · Tour blanche sur case blanche d1 · Roi blanc sur case noire g1 | Tour noire sur case blanche c8 · Tour noire sur case noire d8 · Fou noir sur case blanche b7 · Fou noir sur case noire e7 · Pion noir sur case blanche f7 · Roi noir sur case noire g7 · Pion noir sur case blanche a6 · Dame noire sur case noire b6 · Cavalier noir sur case noire f6 · Pion noir sur case blanche g6 · Pion noir sur case noire h6 · Pion noir sur case noire c5 · Dame blanche sur case blanche a4 · Pion noir sur case noire d4 · Pion blanc sur case noire a3 · Cavalier blanc sur case noire c3 · Pion blanc sur case noire e3 · Cavalier blanc sur case blanche f3 · Pion blanc sur case noire g3 · Pion blanc sur case noire b2 · Tour blanche sur case noire d2 · Pion blanc sur case noire f2 · Pion blanc sur case blanche g2 · Fou blanc sur case blanche b1 · Tour blanche sur case blanche d1 · Roi blanc sur case noire g1 | Tour noire sur case blanche c8 · Tour noire sur case noire d8 · Fou noir sur case blanche b7 · Fou noir sur case noire e7 · Pion noir sur case blanche f7 · Roi noir sur case noire g7 · Pion noir sur case blanche a6 · Dame noire sur case noire b6 · Cavalier noir sur case noire f6 · Pion noir sur case blanche g6 · Pion noir sur case noire h6 · Pion noir sur case noire c5 · Dame blanche sur case blanche a4 · Pion noir sur case noire d4 · Pion blanc sur case noire a3 · Cavalier blanc sur case noire c3 · Pion blanc sur case noire e3 · Cavalier blanc sur case blanche f3 · Pion blanc sur case noire g3 · Pion blanc sur case noire b2 · Tour blanche sur case noire d2 · Pion blanc sur case noire f2 · Pion blanc sur case blanche g2 · Fou blanc sur case blanche b1 · Tour blanche sur case blanche d1 · Roi blanc sur case noire g1 | Tour noire sur case blanche c8 · Tour noire sur case noire d8 · Fou noir sur case blanche b7 · Fou noir sur case noire e7 · Pion noir sur case blanche f7 · Roi noir sur case noire g7 · Pion noir sur case blanche a6 · Dame noire sur case noire b6 · Cavalier noir sur case noire f6 · Pion noir sur case blanche g6 · Pion noir sur case noire h6 · Pion noir sur case noire c5 · Dame blanche sur case blanche a4 · Pion noir sur case noire d4 · Pion blanc sur case noire a3 · Cavalier blanc sur case noire c3 · Pion blanc sur case noire e3 · Cavalier blanc sur case blanche f3 · Pion blanc sur case noire g3 · Pion blanc sur case noire b2 · Tour blanche sur case noire d2 · Pion blanc sur case noire f2 · Pion blanc sur case blanche g2 · Fou blanc sur case blanche b1 · Tour blanche sur case blanche d1 · Roi blanc sur case noire g1 | Tour noire sur case blanche c8 · Tour noire sur case noire d8 · Fou noir sur case blanche b7 · Fou noir sur case noire e7 · Pion noir sur case blanche f7 · Roi noir sur case noire g7 · Pion noir sur case blanche a6 · Dame noire sur case noire b6 · Cavalier noir sur case noire f6 · Pion noir sur case blanche g6 · Pion noir sur case noire h6 · Pion noir sur case noire c5 · Dame blanche sur case blanche a4 · Pion noir sur case noire d4 · Pion blanc sur case noire a3 · Cavalier blanc sur case noire c3 · Pion blanc sur case noire e3 · Cavalier blanc sur case blanche f3 · Pion blanc sur case noire g3 · Pion blanc sur case noire b2 · Tour blanche sur case noire d2 · Pion blanc sur case noire f2 · Pion blanc sur case blanche g2 · Fou blanc sur case blanche b1 · Tour blanche sur case blanche d1 · Roi blanc sur case noire g1 | 8 |
| 7 | Tour noire sur case blanche c8 · Tour noire sur case noire d8 · Fou noir sur case blanche b7 · Fou noir sur case noire e7 · Pion noir sur case blanche f7 · Roi noir sur case noire g7 · Pion noir sur case blanche a6 · Dame noire sur case noire b6 · Cavalier noir sur case noire f6 · Pion noir sur case blanche g6 · Pion noir sur case noire h6 · Pion noir sur case noire c5 · Dame blanche sur case blanche a4 · Pion noir sur case noire d4 · Pion blanc sur case noire a3 · Cavalier blanc sur case noire c3 · Pion blanc sur case noire e3 · Cavalier blanc sur case blanche f3 · Pion blanc sur case noire g3 · Pion blanc sur case noire b2 · Tour blanche sur case noire d2 · Pion blanc sur case noire f2 · Pion blanc sur case blanche g2 · Fou blanc sur case blanche b1 · Tour blanche sur case blanche d1 · Roi blanc sur case noire g1 | Tour noire sur case blanche c8 · Tour noire sur case noire d8 · Fou noir sur case blanche b7 · Fou noir sur case noire e7 · Pion noir sur case blanche f7 · Roi noir sur case noire g7 · Pion noir sur case blanche a6 · Dame noire sur case noire b6 · Cavalier noir sur case noire f6 · Pion noir sur case blanche g6 · Pion noir sur case noire h6 · Pion noir sur case noire c5 · Dame blanche sur case blanche a4 · Pion noir sur case noire d4 · Pion blanc sur case noire a3 · Cavalier blanc sur case noire c3 · Pion blanc sur case noire e3 · Cavalier blanc sur case blanche f3 · Pion blanc sur case noire g3 · Pion blanc sur case noire b2 · Tour blanche sur case noire d2 · Pion blanc sur case noire f2 · Pion blanc sur case blanche g2 · Fou blanc sur case blanche b1 · Tour blanche sur case blanche d1 · Roi blanc sur case noire g1 | Tour noire sur case blanche c8 · Tour noire sur case noire d8 · Fou noir sur case blanche b7 · Fou noir sur case noire e7 · Pion noir sur case blanche f7 · Roi noir sur case noire g7 · Pion noir sur case blanche a6 · Dame noire sur case noire b6 · Cavalier noir sur case noire f6 · Pion noir sur case blanche g6 · Pion noir sur case noire h6 · Pion noir sur case noire c5 · Dame blanche sur case blanche a4 · Pion noir sur case noire d4 · Pion blanc sur case noire a3 · Cavalier blanc sur case noire c3 · Pion blanc sur case noire e3 · Cavalier blanc sur case blanche f3 · Pion blanc sur case noire g3 · Pion blanc sur case noire b2 · Tour blanche sur case noire d2 · Pion blanc sur case noire f2 · Pion blanc sur case blanche g2 · Fou blanc sur case blanche b1 · Tour blanche sur case blanche d1 · Roi blanc sur case noire g1 | Tour noire sur case blanche c8 · Tour noire sur case noire d8 · Fou noir sur case blanche b7 · Fou noir sur case noire e7 · Pion noir sur case blanche f7 · Roi noir sur case noire g7 · Pion noir sur case blanche a6 · Dame noire sur case noire b6 · Cavalier noir sur case noire f6 · Pion noir sur case blanche g6 · Pion noir sur case noire h6 · Pion noir sur case noire c5 · Dame blanche sur case blanche a4 · Pion noir sur case noire d4 · Pion blanc sur case noire a3 · Cavalier blanc sur case noire c3 · Pion blanc sur case noire e3 · Cavalier blanc sur case blanche f3 · Pion blanc sur case noire g3 · Pion blanc sur case noire b2 · Tour blanche sur case noire d2 · Pion blanc sur case noire f2 · Pion blanc sur case blanche g2 · Fou blanc sur case blanche b1 · Tour blanche sur case blanche d1 · Roi blanc sur case noire g1 | Tour noire sur case blanche c8 · Tour noire sur case noire d8 · Fou noir sur case blanche b7 · Fou noir sur case noire e7 · Pion noir sur case blanche f7 · Roi noir sur case noire g7 · Pion noir sur case blanche a6 · Dame noire sur case noire b6 · Cavalier noir sur case noire f6 · Pion noir sur case blanche g6 · Pion noir sur case noire h6 · Pion noir sur case noire c5 · Dame blanche sur case blanche a4 · Pion noir sur case noire d4 · Pion blanc sur case noire a3 · Cavalier blanc sur case noire c3 · Pion blanc sur case noire e3 · Cavalier blanc sur case blanche f3 · Pion blanc sur case noire g3 · Pion blanc sur case noire b2 · Tour blanche sur case noire d2 · Pion blanc sur case noire f2 · Pion blanc sur case blanche g2 · Fou blanc sur case blanche b1 · Tour blanche sur case blanche d1 · Roi blanc sur case noire g1 | Tour noire sur case blanche c8 · Tour noire sur case noire d8 · Fou noir sur case blanche b7 · Fou noir sur case noire e7 · Pion noir sur case blanche f7 · Roi noir sur case noire g7 · Pion noir sur case blanche a6 · Dame noire sur case noire b6 · Cavalier noir sur case noire f6 · Pion noir sur case blanche g6 · Pion noir sur case noire h6 · Pion noir sur case noire c5 · Dame blanche sur case blanche a4 · Pion noir sur case noire d4 · Pion blanc sur case noire a3 · Cavalier blanc sur case noire c3 · Pion blanc sur case noire e3 · Cavalier blanc sur case blanche f3 · Pion blanc sur case noire g3 · Pion blanc sur case noire b2 · Tour blanche sur case noire d2 · Pion blanc sur case noire f2 · Pion blanc sur case blanche g2 · Fou blanc sur case blanche b1 · Tour blanche sur case blanche d1 · Roi blanc sur case noire g1 | Tour noire sur case blanche c8 · Tour noire sur case noire d8 · Fou noir sur case blanche b7 · Fou noir sur case noire e7 · Pion noir sur case blanche f7 · Roi noir sur case noire g7 · Pion noir sur case blanche a6 · Dame noire sur case noire b6 · Cavalier noir sur case noire f6 · Pion noir sur case blanche g6 · Pion noir sur case noire h6 · Pion noir sur case noire c5 · Dame blanche sur case blanche a4 · Pion noir sur case noire d4 · Pion blanc sur case noire a3 · Cavalier blanc sur case noire c3 · Pion blanc sur case noire e3 · Cavalier blanc sur case blanche f3 · Pion blanc sur case noire g3 · Pion blanc sur case noire b2 · Tour blanche sur case noire d2 · Pion blanc sur case noire f2 · Pion blanc sur case blanche g2 · Fou blanc sur case blanche b1 · Tour blanche sur case blanche d1 · Roi blanc sur case noire g1 | Tour noire sur case blanche c8 · Tour noire sur case noire d8 · Fou noir sur case blanche b7 · Fou noir sur case noire e7 · Pion noir sur case blanche f7 · Roi noir sur case noire g7 · Pion noir sur case blanche a6 · Dame noire sur case noire b6 · Cavalier noir sur case noire f6 · Pion noir sur case blanche g6 · Pion noir sur case noire h6 · Pion noir sur case noire c5 · Dame blanche sur case blanche a4 · Pion noir sur case noire d4 · Pion blanc sur case noire a3 · Cavalier blanc sur case noire c3 · Pion blanc sur case noire e3 · Cavalier blanc sur case blanche f3 · Pion blanc sur case noire g3 · Pion blanc sur case noire b2 · Tour blanche sur case noire d2 · Pion blanc sur case noire f2 · Pion blanc sur case blanche g2 · Fou blanc sur case blanche b1 · Tour blanche sur case blanche d1 · Roi blanc sur case noire g1 | 7 |
| 6 | Tour noire sur case blanche c8 · Tour noire sur case noire d8 · Fou noir sur case blanche b7 · Fou noir sur case noire e7 · Pion noir sur case blanche f7 · Roi noir sur case noire g7 · Pion noir sur case blanche a6 · Dame noire sur case noire b6 · Cavalier noir sur case noire f6 · Pion noir sur case blanche g6 · Pion noir sur case noire h6 · Pion noir sur case noire c5 · Dame blanche sur case blanche a4 · Pion noir sur case noire d4 · Pion blanc sur case noire a3 · Cavalier blanc sur case noire c3 · Pion blanc sur case noire e3 · Cavalier blanc sur case blanche f3 · Pion blanc sur case noire g3 · Pion blanc sur case noire b2 · Tour blanche sur case noire d2 · Pion blanc sur case noire f2 · Pion blanc sur case blanche g2 · Fou blanc sur case blanche b1 · Tour blanche sur case blanche d1 · Roi blanc sur case noire g1 | Tour noire sur case blanche c8 · Tour noire sur case noire d8 · Fou noir sur case blanche b7 · Fou noir sur case noire e7 · Pion noir sur case blanche f7 · Roi noir sur case noire g7 · Pion noir sur case blanche a6 · Dame noire sur case noire b6 · Cavalier noir sur case noire f6 · Pion noir sur case blanche g6 · Pion noir sur case noire h6 · Pion noir sur case noire c5 · Dame blanche sur case blanche a4 · Pion noir sur case noire d4 · Pion blanc sur case noire a3 · Cavalier blanc sur case noire c3 · Pion blanc sur case noire e3 · Cavalier blanc sur case blanche f3 · Pion blanc sur case noire g3 · Pion blanc sur case noire b2 · Tour blanche sur case noire d2 · Pion blanc sur case noire f2 · Pion blanc sur case blanche g2 · Fou blanc sur case blanche b1 · Tour blanche sur case blanche d1 · Roi blanc sur case noire g1 | Tour noire sur case blanche c8 · Tour noire sur case noire d8 · Fou noir sur case blanche b7 · Fou noir sur case noire e7 · Pion noir sur case blanche f7 · Roi noir sur case noire g7 · Pion noir sur case blanche a6 · Dame noire sur case noire b6 · Cavalier noir sur case noire f6 · Pion noir sur case blanche g6 · Pion noir sur case noire h6 · Pion noir sur case noire c5 · Dame blanche sur case blanche a4 · Pion noir sur case noire d4 · Pion blanc sur case noire a3 · Cavalier blanc sur case noire c3 · Pion blanc sur case noire e3 · Cavalier blanc sur case blanche f3 · Pion blanc sur case noire g3 · Pion blanc sur case noire b2 · Tour blanche sur case noire d2 · Pion blanc sur case noire f2 · Pion blanc sur case blanche g2 · Fou blanc sur case blanche b1 · Tour blanche sur case blanche d1 · Roi blanc sur case noire g1 | Tour noire sur case blanche c8 · Tour noire sur case noire d8 · Fou noir sur case blanche b7 · Fou noir sur case noire e7 · Pion noir sur case blanche f7 · Roi noir sur case noire g7 · Pion noir sur case blanche a6 · Dame noire sur case noire b6 · Cavalier noir sur case noire f6 · Pion noir sur case blanche g6 · Pion noir sur case noire h6 · Pion noir sur case noire c5 · Dame blanche sur case blanche a4 · Pion noir sur case noire d4 · Pion blanc sur case noire a3 · Cavalier blanc sur case noire c3 · Pion blanc sur case noire e3 · Cavalier blanc sur case blanche f3 · Pion blanc sur case noire g3 · Pion blanc sur case noire b2 · Tour blanche sur case noire d2 · Pion blanc sur case noire f2 · Pion blanc sur case blanche g2 · Fou blanc sur case blanche b1 · Tour blanche sur case blanche d1 · Roi blanc sur case noire g1 | Tour noire sur case blanche c8 · Tour noire sur case noire d8 · Fou noir sur case blanche b7 · Fou noir sur case noire e7 · Pion noir sur case blanche f7 · Roi noir sur case noire g7 · Pion noir sur case blanche a6 · Dame noire sur case noire b6 · Cavalier noir sur case noire f6 · Pion noir sur case blanche g6 · Pion noir sur case noire h6 · Pion noir sur case noire c5 · Dame blanche sur case blanche a4 · Pion noir sur case noire d4 · Pion blanc sur case noire a3 · Cavalier blanc sur case noire c3 · Pion blanc sur case noire e3 · Cavalier blanc sur case blanche f3 · Pion blanc sur case noire g3 · Pion blanc sur case noire b2 · Tour blanche sur case noire d2 · Pion blanc sur case noire f2 · Pion blanc sur case blanche g2 · Fou blanc sur case blanche b1 · Tour blanche sur case blanche d1 · Roi blanc sur case noire g1 | Tour noire sur case blanche c8 · Tour noire sur case noire d8 · Fou noir sur case blanche b7 · Fou noir sur case noire e7 · Pion noir sur case blanche f7 · Roi noir sur case noire g7 · Pion noir sur case blanche a6 · Dame noire sur case noire b6 · Cavalier noir sur case noire f6 · Pion noir sur case blanche g6 · Pion noir sur case noire h6 · Pion noir sur case noire c5 · Dame blanche sur case blanche a4 · Pion noir sur case noire d4 · Pion blanc sur case noire a3 · Cavalier blanc sur case noire c3 · Pion blanc sur case noire e3 · Cavalier blanc sur case blanche f3 · Pion blanc sur case noire g3 · Pion blanc sur case noire b2 · Tour blanche sur case noire d2 · Pion blanc sur case noire f2 · Pion blanc sur case blanche g2 · Fou blanc sur case blanche b1 · Tour blanche sur case blanche d1 · Roi blanc sur case noire g1 | Tour noire sur case blanche c8 · Tour noire sur case noire d8 · Fou noir sur case blanche b7 · Fou noir sur case noire e7 · Pion noir sur case blanche f7 · Roi noir sur case noire g7 · Pion noir sur case blanche a6 · Dame noire sur case noire b6 · Cavalier noir sur case noire f6 · Pion noir sur case blanche g6 · Pion noir sur case noire h6 · Pion noir sur case noire c5 · Dame blanche sur case blanche a4 · Pion noir sur case noire d4 · Pion blanc sur case noire a3 · Cavalier blanc sur case noire c3 · Pion blanc sur case noire e3 · Cavalier blanc sur case blanche f3 · Pion blanc sur case noire g3 · Pion blanc sur case noire b2 · Tour blanche sur case noire d2 · Pion blanc sur case noire f2 · Pion blanc sur case blanche g2 · Fou blanc sur case blanche b1 · Tour blanche sur case blanche d1 · Roi blanc sur case noire g1 | Tour noire sur case blanche c8 · Tour noire sur case noire d8 · Fou noir sur case blanche b7 · Fou noir sur case noire e7 · Pion noir sur case blanche f7 · Roi noir sur case noire g7 · Pion noir sur case blanche a6 · Dame noire sur case noire b6 · Cavalier noir sur case noire f6 · Pion noir sur case blanche g6 · Pion noir sur case noire h6 · Pion noir sur case noire c5 · Dame blanche sur case blanche a4 · Pion noir sur case noire d4 · Pion blanc sur case noire a3 · Cavalier blanc sur case noire c3 · Pion blanc sur case noire e3 · Cavalier blanc sur case blanche f3 · Pion blanc sur case noire g3 · Pion blanc sur case noire b2 · Tour blanche sur case noire d2 · Pion blanc sur case noire f2 · Pion blanc sur case blanche g2 · Fou blanc sur case blanche b1 · Tour blanche sur case blanche d1 · Roi blanc sur case noire g1 | 6 |
| 5 | Tour noire sur case blanche c8 · Tour noire sur case noire d8 · Fou noir sur case blanche b7 · Fou noir sur case noire e7 · Pion noir sur case blanche f7 · Roi noir sur case noire g7 · Pion noir sur case blanche a6 · Dame noire sur case noire b6 · Cavalier noir sur case noire f6 · Pion noir sur case blanche g6 · Pion noir sur case noire h6 · Pion noir sur case noire c5 · Dame blanche sur case blanche a4 · Pion noir sur case noire d4 · Pion blanc sur case noire a3 · Cavalier blanc sur case noire c3 · Pion blanc sur case noire e3 · Cavalier blanc sur case blanche f3 · Pion blanc sur case noire g3 · Pion blanc sur case noire b2 · Tour blanche sur case noire d2 · Pion blanc sur case noire f2 · Pion blanc sur case blanche g2 · Fou blanc sur case blanche b1 · Tour blanche sur case blanche d1 · Roi blanc sur case noire g1 | Tour noire sur case blanche c8 · Tour noire sur case noire d8 · Fou noir sur case blanche b7 · Fou noir sur case noire e7 · Pion noir sur case blanche f7 · Roi noir sur case noire g7 · Pion noir sur case blanche a6 · Dame noire sur case noire b6 · Cavalier noir sur case noire f6 · Pion noir sur case blanche g6 · Pion noir sur case noire h6 · Pion noir sur case noire c5 · Dame blanche sur case blanche a4 · Pion noir sur case noire d4 · Pion blanc sur case noire a3 · Cavalier blanc sur case noire c3 · Pion blanc sur case noire e3 · Cavalier blanc sur case blanche f3 · Pion blanc sur case noire g3 · Pion blanc sur case noire b2 · Tour blanche sur case noire d2 · Pion blanc sur case noire f2 · Pion blanc sur case blanche g2 · Fou blanc sur case blanche b1 · Tour blanche sur case blanche d1 · Roi blanc sur case noire g1 | Tour noire sur case blanche c8 · Tour noire sur case noire d8 · Fou noir sur case blanche b7 · Fou noir sur case noire e7 · Pion noir sur case blanche f7 · Roi noir sur case noire g7 · Pion noir sur case blanche a6 · Dame noire sur case noire b6 · Cavalier noir sur case noire f6 · Pion noir sur case blanche g6 · Pion noir sur case noire h6 · Pion noir sur case noire c5 · Dame blanche sur case blanche a4 · Pion noir sur case noire d4 · Pion blanc sur case noire a3 · Cavalier blanc sur case noire c3 · Pion blanc sur case noire e3 · Cavalier blanc sur case blanche f3 · Pion blanc sur case noire g3 · Pion blanc sur case noire b2 · Tour blanche sur case noire d2 · Pion blanc sur case noire f2 · Pion blanc sur case blanche g2 · Fou blanc sur case blanche b1 · Tour blanche sur case blanche d1 · Roi blanc sur case noire g1 | Tour noire sur case blanche c8 · Tour noire sur case noire d8 · Fou noir sur case blanche b7 · Fou noir sur case noire e7 · Pion noir sur case blanche f7 · Roi noir sur case noire g7 · Pion noir sur case blanche a6 · Dame noire sur case noire b6 · Cavalier noir sur case noire f6 · Pion noir sur case blanche g6 · Pion noir sur case noire h6 · Pion noir sur case noire c5 · Dame blanche sur case blanche a4 · Pion noir sur case noire d4 · Pion blanc sur case noire a3 · Cavalier blanc sur case noire c3 · Pion blanc sur case noire e3 · Cavalier blanc sur case blanche f3 · Pion blanc sur case noire g3 · Pion blanc sur case noire b2 · Tour blanche sur case noire d2 · Pion blanc sur case noire f2 · Pion blanc sur case blanche g2 · Fou blanc sur case blanche b1 · Tour blanche sur case blanche d1 · Roi blanc sur case noire g1 | Tour noire sur case blanche c8 · Tour noire sur case noire d8 · Fou noir sur case blanche b7 · Fou noir sur case noire e7 · Pion noir sur case blanche f7 · Roi noir sur case noire g7 · Pion noir sur case blanche a6 · Dame noire sur case noire b6 · Cavalier noir sur case noire f6 · Pion noir sur case blanche g6 · Pion noir sur case noire h6 · Pion noir sur case noire c5 · Dame blanche sur case blanche a4 · Pion noir sur case noire d4 · Pion blanc sur case noire a3 · Cavalier blanc sur case noire c3 · Pion blanc sur case noire e3 · Cavalier blanc sur case blanche f3 · Pion blanc sur case noire g3 · Pion blanc sur case noire b2 · Tour blanche sur case noire d2 · Pion blanc sur case noire f2 · Pion blanc sur case blanche g2 · Fou blanc sur case blanche b1 · Tour blanche sur case blanche d1 · Roi blanc sur case noire g1 | Tour noire sur case blanche c8 · Tour noire sur case noire d8 · Fou noir sur case blanche b7 · Fou noir sur case noire e7 · Pion noir sur case blanche f7 · Roi noir sur case noire g7 · Pion noir sur case blanche a6 · Dame noire sur case noire b6 · Cavalier noir sur case noire f6 · Pion noir sur case blanche g6 · Pion noir sur case noire h6 · Pion noir sur case noire c5 · Dame blanche sur case blanche a4 · Pion noir sur case noire d4 · Pion blanc sur case noire a3 · Cavalier blanc sur case noire c3 · Pion blanc sur case noire e3 · Cavalier blanc sur case blanche f3 · Pion blanc sur case noire g3 · Pion blanc sur case noire b2 · Tour blanche sur case noire d2 · Pion blanc sur case noire f2 · Pion blanc sur case blanche g2 · Fou blanc sur case blanche b1 · Tour blanche sur case blanche d1 · Roi blanc sur case noire g1 | Tour noire sur case blanche c8 · Tour noire sur case noire d8 · Fou noir sur case blanche b7 · Fou noir sur case noire e7 · Pion noir sur case blanche f7 · Roi noir sur case noire g7 · Pion noir sur case blanche a6 · Dame noire sur case noire b6 · Cavalier noir sur case noire f6 · Pion noir sur case blanche g6 · Pion noir sur case noire h6 · Pion noir sur case noire c5 · Dame blanche sur case blanche a4 · Pion noir sur case noire d4 · Pion blanc sur case noire a3 · Cavalier blanc sur case noire c3 · Pion blanc sur case noire e3 · Cavalier blanc sur case blanche f3 · Pion blanc sur case noire g3 · Pion blanc sur case noire b2 · Tour blanche sur case noire d2 · Pion blanc sur case noire f2 · Pion blanc sur case blanche g2 · Fou blanc sur case blanche b1 · Tour blanche sur case blanche d1 · Roi blanc sur case noire g1 | Tour noire sur case blanche c8 · Tour noire sur case noire d8 · Fou noir sur case blanche b7 · Fou noir sur case noire e7 · Pion noir sur case blanche f7 · Roi noir sur case noire g7 · Pion noir sur case blanche a6 · Dame noire sur case noire b6 · Cavalier noir sur case noire f6 · Pion noir sur case blanche g6 · Pion noir sur case noire h6 · Pion noir sur case noire c5 · Dame blanche sur case blanche a4 · Pion noir sur case noire d4 · Pion blanc sur case noire a3 · Cavalier blanc sur case noire c3 · Pion blanc sur case noire e3 · Cavalier blanc sur case blanche f3 · Pion blanc sur case noire g3 · Pion blanc sur case noire b2 · Tour blanche sur case noire d2 · Pion blanc sur case noire f2 · Pion blanc sur case blanche g2 · Fou blanc sur case blanche b1 · Tour blanche sur case blanche d1 · Roi blanc sur case noire g1 | 5 |
| 4 | Tour noire sur case blanche c8 · Tour noire sur case noire d8 · Fou noir sur case blanche b7 · Fou noir sur case noire e7 · Pion noir sur case blanche f7 · Roi noir sur case noire g7 · Pion noir sur case blanche a6 · Dame noire sur case noire b6 · Cavalier noir sur case noire f6 · Pion noir sur case blanche g6 · Pion noir sur case noire h6 · Pion noir sur case noire c5 · Dame blanche sur case blanche a4 · Pion noir sur case noire d4 · Pion blanc sur case noire a3 · Cavalier blanc sur case noire c3 · Pion blanc sur case noire e3 · Cavalier blanc sur case blanche f3 · Pion blanc sur case noire g3 · Pion blanc sur case noire b2 · Tour blanche sur case noire d2 · Pion blanc sur case noire f2 · Pion blanc sur case blanche g2 · Fou blanc sur case blanche b1 · Tour blanche sur case blanche d1 · Roi blanc sur case noire g1 | Tour noire sur case blanche c8 · Tour noire sur case noire d8 · Fou noir sur case blanche b7 · Fou noir sur case noire e7 · Pion noir sur case blanche f7 · Roi noir sur case noire g7 · Pion noir sur case blanche a6 · Dame noire sur case noire b6 · Cavalier noir sur case noire f6 · Pion noir sur case blanche g6 · Pion noir sur case noire h6 · Pion noir sur case noire c5 · Dame blanche sur case blanche a4 · Pion noir sur case noire d4 · Pion blanc sur case noire a3 · Cavalier blanc sur case noire c3 · Pion blanc sur case noire e3 · Cavalier blanc sur case blanche f3 · Pion blanc sur case noire g3 · Pion blanc sur case noire b2 · Tour blanche sur case noire d2 · Pion blanc sur case noire f2 · Pion blanc sur case blanche g2 · Fou blanc sur case blanche b1 · Tour blanche sur case blanche d1 · Roi blanc sur case noire g1 | Tour noire sur case blanche c8 · Tour noire sur case noire d8 · Fou noir sur case blanche b7 · Fou noir sur case noire e7 · Pion noir sur case blanche f7 · Roi noir sur case noire g7 · Pion noir sur case blanche a6 · Dame noire sur case noire b6 · Cavalier noir sur case noire f6 · Pion noir sur case blanche g6 · Pion noir sur case noire h6 · Pion noir sur case noire c5 · Dame blanche sur case blanche a4 · Pion noir sur case noire d4 · Pion blanc sur case noire a3 · Cavalier blanc sur case noire c3 · Pion blanc sur case noire e3 · Cavalier blanc sur case blanche f3 · Pion blanc sur case noire g3 · Pion blanc sur case noire b2 · Tour blanche sur case noire d2 · Pion blanc sur case noire f2 · Pion blanc sur case blanche g2 · Fou blanc sur case blanche b1 · Tour blanche sur case blanche d1 · Roi blanc sur case noire g1 | Tour noire sur case blanche c8 · Tour noire sur case noire d8 · Fou noir sur case blanche b7 · Fou noir sur case noire e7 · Pion noir sur case blanche f7 · Roi noir sur case noire g7 · Pion noir sur case blanche a6 · Dame noire sur case noire b6 · Cavalier noir sur case noire f6 · Pion noir sur case blanche g6 · Pion noir sur case noire h6 · Pion noir sur case noire c5 · Dame blanche sur case blanche a4 · Pion noir sur case noire d4 · Pion blanc sur case noire a3 · Cavalier blanc sur case noire c3 · Pion blanc sur case noire e3 · Cavalier blanc sur case blanche f3 · Pion blanc sur case noire g3 · Pion blanc sur case noire b2 · Tour blanche sur case noire d2 · Pion blanc sur case noire f2 · Pion blanc sur case blanche g2 · Fou blanc sur case blanche b1 · Tour blanche sur case blanche d1 · Roi blanc sur case noire g1 | Tour noire sur case blanche c8 · Tour noire sur case noire d8 · Fou noir sur case blanche b7 · Fou noir sur case noire e7 · Pion noir sur case blanche f7 · Roi noir sur case noire g7 · Pion noir sur case blanche a6 · Dame noire sur case noire b6 · Cavalier noir sur case noire f6 · Pion noir sur case blanche g6 · Pion noir sur case noire h6 · Pion noir sur case noire c5 · Dame blanche sur case blanche a4 · Pion noir sur case noire d4 · Pion blanc sur case noire a3 · Cavalier blanc sur case noire c3 · Pion blanc sur case noire e3 · Cavalier blanc sur case blanche f3 · Pion blanc sur case noire g3 · Pion blanc sur case noire b2 · Tour blanche sur case noire d2 · Pion blanc sur case noire f2 · Pion blanc sur case blanche g2 · Fou blanc sur case blanche b1 · Tour blanche sur case blanche d1 · Roi blanc sur case noire g1 | Tour noire sur case blanche c8 · Tour noire sur case noire d8 · Fou noir sur case blanche b7 · Fou noir sur case noire e7 · Pion noir sur case blanche f7 · Roi noir sur case noire g7 · Pion noir sur case blanche a6 · Dame noire sur case noire b6 · Cavalier noir sur case noire f6 · Pion noir sur case blanche g6 · Pion noir sur case noire h6 · Pion noir sur case noire c5 · Dame blanche sur case blanche a4 · Pion noir sur case noire d4 · Pion blanc sur case noire a3 · Cavalier blanc sur case noire c3 · Pion blanc sur case noire e3 · Cavalier blanc sur case blanche f3 · Pion blanc sur case noire g3 · Pion blanc sur case noire b2 · Tour blanche sur case noire d2 · Pion blanc sur case noire f2 · Pion blanc sur case blanche g2 · Fou blanc sur case blanche b1 · Tour blanche sur case blanche d1 · Roi blanc sur case noire g1 | Tour noire sur case blanche c8 · Tour noire sur case noire d8 · Fou noir sur case blanche b7 · Fou noir sur case noire e7 · Pion noir sur case blanche f7 · Roi noir sur case noire g7 · Pion noir sur case blanche a6 · Dame noire sur case noire b6 · Cavalier noir sur case noire f6 · Pion noir sur case blanche g6 · Pion noir sur case noire h6 · Pion noir sur case noire c5 · Dame blanche sur case blanche a4 · Pion noir sur case noire d4 · Pion blanc sur case noire a3 · Cavalier blanc sur case noire c3 · Pion blanc sur case noire e3 · Cavalier blanc sur case blanche f3 · Pion blanc sur case noire g3 · Pion blanc sur case noire b2 · Tour blanche sur case noire d2 · Pion blanc sur case noire f2 · Pion blanc sur case blanche g2 · Fou blanc sur case blanche b1 · Tour blanche sur case blanche d1 · Roi blanc sur case noire g1 | Tour noire sur case blanche c8 · Tour noire sur case noire d8 · Fou noir sur case blanche b7 · Fou noir sur case noire e7 · Pion noir sur case blanche f7 · Roi noir sur case noire g7 · Pion noir sur case blanche a6 · Dame noire sur case noire b6 · Cavalier noir sur case noire f6 · Pion noir sur case blanche g6 · Pion noir sur case noire h6 · Pion noir sur case noire c5 · Dame blanche sur case blanche a4 · Pion noir sur case noire d4 · Pion blanc sur case noire a3 · Cavalier blanc sur case noire c3 · Pion blanc sur case noire e3 · Cavalier blanc sur case blanche f3 · Pion blanc sur case noire g3 · Pion blanc sur case noire b2 · Tour blanche sur case noire d2 · Pion blanc sur case noire f2 · Pion blanc sur case blanche g2 · Fou blanc sur case blanche b1 · Tour blanche sur case blanche d1 · Roi blanc sur case noire g1 | 4 |
| 3 | Tour noire sur case blanche c8 · Tour noire sur case noire d8 · Fou noir sur case blanche b7 · Fou noir sur case noire e7 · Pion noir sur case blanche f7 · Roi noir sur case noire g7 · Pion noir sur case blanche a6 · Dame noire sur case noire b6 · Cavalier noir sur case noire f6 · Pion noir sur case blanche g6 · Pion noir sur case noire h6 · Pion noir sur case noire c5 · Dame blanche sur case blanche a4 · Pion noir sur case noire d4 · Pion blanc sur case noire a3 · Cavalier blanc sur case noire c3 · Pion blanc sur case noire e3 · Cavalier blanc sur case blanche f3 · Pion blanc sur case noire g3 · Pion blanc sur case noire b2 · Tour blanche sur case noire d2 · Pion blanc sur case noire f2 · Pion blanc sur case blanche g2 · Fou blanc sur case blanche b1 · Tour blanche sur case blanche d1 · Roi blanc sur case noire g1 | Tour noire sur case blanche c8 · Tour noire sur case noire d8 · Fou noir sur case blanche b7 · Fou noir sur case noire e7 · Pion noir sur case blanche f7 · Roi noir sur case noire g7 · Pion noir sur case blanche a6 · Dame noire sur case noire b6 · Cavalier noir sur case noire f6 · Pion noir sur case blanche g6 · Pion noir sur case noire h6 · Pion noir sur case noire c5 · Dame blanche sur case blanche a4 · Pion noir sur case noire d4 · Pion blanc sur case noire a3 · Cavalier blanc sur case noire c3 · Pion blanc sur case noire e3 · Cavalier blanc sur case blanche f3 · Pion blanc sur case noire g3 · Pion blanc sur case noire b2 · Tour blanche sur case noire d2 · Pion blanc sur case noire f2 · Pion blanc sur case blanche g2 · Fou blanc sur case blanche b1 · Tour blanche sur case blanche d1 · Roi blanc sur case noire g1 | Tour noire sur case blanche c8 · Tour noire sur case noire d8 · Fou noir sur case blanche b7 · Fou noir sur case noire e7 · Pion noir sur case blanche f7 · Roi noir sur case noire g7 · Pion noir sur case blanche a6 · Dame noire sur case noire b6 · Cavalier noir sur case noire f6 · Pion noir sur case blanche g6 · Pion noir sur case noire h6 · Pion noir sur case noire c5 · Dame blanche sur case blanche a4 · Pion noir sur case noire d4 · Pion blanc sur case noire a3 · Cavalier blanc sur case noire c3 · Pion blanc sur case noire e3 · Cavalier blanc sur case blanche f3 · Pion blanc sur case noire g3 · Pion blanc sur case noire b2 · Tour blanche sur case noire d2 · Pion blanc sur case noire f2 · Pion blanc sur case blanche g2 · Fou blanc sur case blanche b1 · Tour blanche sur case blanche d1 · Roi blanc sur case noire g1 | Tour noire sur case blanche c8 · Tour noire sur case noire d8 · Fou noir sur case blanche b7 · Fou noir sur case noire e7 · Pion noir sur case blanche f7 · Roi noir sur case noire g7 · Pion noir sur case blanche a6 · Dame noire sur case noire b6 · Cavalier noir sur case noire f6 · Pion noir sur case blanche g6 · Pion noir sur case noire h6 · Pion noir sur case noire c5 · Dame blanche sur case blanche a4 · Pion noir sur case noire d4 · Pion blanc sur case noire a3 · Cavalier blanc sur case noire c3 · Pion blanc sur case noire e3 · Cavalier blanc sur case blanche f3 · Pion blanc sur case noire g3 · Pion blanc sur case noire b2 · Tour blanche sur case noire d2 · Pion blanc sur case noire f2 · Pion blanc sur case blanche g2 · Fou blanc sur case blanche b1 · Tour blanche sur case blanche d1 · Roi blanc sur case noire g1 | Tour noire sur case blanche c8 · Tour noire sur case noire d8 · Fou noir sur case blanche b7 · Fou noir sur case noire e7 · Pion noir sur case blanche f7 · Roi noir sur case noire g7 · Pion noir sur case blanche a6 · Dame noire sur case noire b6 · Cavalier noir sur case noire f6 · Pion noir sur case blanche g6 · Pion noir sur case noire h6 · Pion noir sur case noire c5 · Dame blanche sur case blanche a4 · Pion noir sur case noire d4 · Pion blanc sur case noire a3 · Cavalier blanc sur case noire c3 · Pion blanc sur case noire e3 · Cavalier blanc sur case blanche f3 · Pion blanc sur case noire g3 · Pion blanc sur case noire b2 · Tour blanche sur case noire d2 · Pion blanc sur case noire f2 · Pion blanc sur case blanche g2 · Fou blanc sur case blanche b1 · Tour blanche sur case blanche d1 · Roi blanc sur case noire g1 | Tour noire sur case blanche c8 · Tour noire sur case noire d8 · Fou noir sur case blanche b7 · Fou noir sur case noire e7 · Pion noir sur case blanche f7 · Roi noir sur case noire g7 · Pion noir sur case blanche a6 · Dame noire sur case noire b6 · Cavalier noir sur case noire f6 · Pion noir sur case blanche g6 · Pion noir sur case noire h6 · Pion noir sur case noire c5 · Dame blanche sur case blanche a4 · Pion noir sur case noire d4 · Pion blanc sur case noire a3 · Cavalier blanc sur case noire c3 · Pion blanc sur case noire e3 · Cavalier blanc sur case blanche f3 · Pion blanc sur case noire g3 · Pion blanc sur case noire b2 · Tour blanche sur case noire d2 · Pion blanc sur case noire f2 · Pion blanc sur case blanche g2 · Fou blanc sur case blanche b1 · Tour blanche sur case blanche d1 · Roi blanc sur case noire g1 | Tour noire sur case blanche c8 · Tour noire sur case noire d8 · Fou noir sur case blanche b7 · Fou noir sur case noire e7 · Pion noir sur case blanche f7 · Roi noir sur case noire g7 · Pion noir sur case blanche a6 · Dame noire sur case noire b6 · Cavalier noir sur case noire f6 · Pion noir sur case blanche g6 · Pion noir sur case noire h6 · Pion noir sur case noire c5 · Dame blanche sur case blanche a4 · Pion noir sur case noire d4 · Pion blanc sur case noire a3 · Cavalier blanc sur case noire c3 · Pion blanc sur case noire e3 · Cavalier blanc sur case blanche f3 · Pion blanc sur case noire g3 · Pion blanc sur case noire b2 · Tour blanche sur case noire d2 · Pion blanc sur case noire f2 · Pion blanc sur case blanche g2 · Fou blanc sur case blanche b1 · Tour blanche sur case blanche d1 · Roi blanc sur case noire g1 | Tour noire sur case blanche c8 · Tour noire sur case noire d8 · Fou noir sur case blanche b7 · Fou noir sur case noire e7 · Pion noir sur case blanche f7 · Roi noir sur case noire g7 · Pion noir sur case blanche a6 · Dame noire sur case noire b6 · Cavalier noir sur case noire f6 · Pion noir sur case blanche g6 · Pion noir sur case noire h6 · Pion noir sur case noire c5 · Dame blanche sur case blanche a4 · Pion noir sur case noire d4 · Pion blanc sur case noire a3 · Cavalier blanc sur case noire c3 · Pion blanc sur case noire e3 · Cavalier blanc sur case blanche f3 · Pion blanc sur case noire g3 · Pion blanc sur case noire b2 · Tour blanche sur case noire d2 · Pion blanc sur case noire f2 · Pion blanc sur case blanche g2 · Fou blanc sur case blanche b1 · Tour blanche sur case blanche d1 · Roi blanc sur case noire g1 | 3 |
| 2 | Tour noire sur case blanche c8 · Tour noire sur case noire d8 · Fou noir sur case blanche b7 · Fou noir sur case noire e7 · Pion noir sur case blanche f7 · Roi noir sur case noire g7 · Pion noir sur case blanche a6 · Dame noire sur case noire b6 · Cavalier noir sur case noire f6 · Pion noir sur case blanche g6 · Pion noir sur case noire h6 · Pion noir sur case noire c5 · Dame blanche sur case blanche a4 · Pion noir sur case noire d4 · Pion blanc sur case noire a3 · Cavalier blanc sur case noire c3 · Pion blanc sur case noire e3 · Cavalier blanc sur case blanche f3 · Pion blanc sur case noire g3 · Pion blanc sur case noire b2 · Tour blanche sur case noire d2 · Pion blanc sur case noire f2 · Pion blanc sur case blanche g2 · Fou blanc sur case blanche b1 · Tour blanche sur case blanche d1 · Roi blanc sur case noire g1 | Tour noire sur case blanche c8 · Tour noire sur case noire d8 · Fou noir sur case blanche b7 · Fou noir sur case noire e7 · Pion noir sur case blanche f7 · Roi noir sur case noire g7 · Pion noir sur case blanche a6 · Dame noire sur case noire b6 · Cavalier noir sur case noire f6 · Pion noir sur case blanche g6 · Pion noir sur case noire h6 · Pion noir sur case noire c5 · Dame blanche sur case blanche a4 · Pion noir sur case noire d4 · Pion blanc sur case noire a3 · Cavalier blanc sur case noire c3 · Pion blanc sur case noire e3 · Cavalier blanc sur case blanche f3 · Pion blanc sur case noire g3 · Pion blanc sur case noire b2 · Tour blanche sur case noire d2 · Pion blanc sur case noire f2 · Pion blanc sur case blanche g2 · Fou blanc sur case blanche b1 · Tour blanche sur case blanche d1 · Roi blanc sur case noire g1 | Tour noire sur case blanche c8 · Tour noire sur case noire d8 · Fou noir sur case blanche b7 · Fou noir sur case noire e7 · Pion noir sur case blanche f7 · Roi noir sur case noire g7 · Pion noir sur case blanche a6 · Dame noire sur case noire b6 · Cavalier noir sur case noire f6 · Pion noir sur case blanche g6 · Pion noir sur case noire h6 · Pion noir sur case noire c5 · Dame blanche sur case blanche a4 · Pion noir sur case noire d4 · Pion blanc sur case noire a3 · Cavalier blanc sur case noire c3 · Pion blanc sur case noire e3 · Cavalier blanc sur case blanche f3 · Pion blanc sur case noire g3 · Pion blanc sur case noire b2 · Tour blanche sur case noire d2 · Pion blanc sur case noire f2 · Pion blanc sur case blanche g2 · Fou blanc sur case blanche b1 · Tour blanche sur case blanche d1 · Roi blanc sur case noire g1 | Tour noire sur case blanche c8 · Tour noire sur case noire d8 · Fou noir sur case blanche b7 · Fou noir sur case noire e7 · Pion noir sur case blanche f7 · Roi noir sur case noire g7 · Pion noir sur case blanche a6 · Dame noire sur case noire b6 · Cavalier noir sur case noire f6 · Pion noir sur case blanche g6 · Pion noir sur case noire h6 · Pion noir sur case noire c5 · Dame blanche sur case blanche a4 · Pion noir sur case noire d4 · Pion blanc sur case noire a3 · Cavalier blanc sur case noire c3 · Pion blanc sur case noire e3 · Cavalier blanc sur case blanche f3 · Pion blanc sur case noire g3 · Pion blanc sur case noire b2 · Tour blanche sur case noire d2 · Pion blanc sur case noire f2 · Pion blanc sur case blanche g2 · Fou blanc sur case blanche b1 · Tour blanche sur case blanche d1 · Roi blanc sur case noire g1 | Tour noire sur case blanche c8 · Tour noire sur case noire d8 · Fou noir sur case blanche b7 · Fou noir sur case noire e7 · Pion noir sur case blanche f7 · Roi noir sur case noire g7 · Pion noir sur case blanche a6 · Dame noire sur case noire b6 · Cavalier noir sur case noire f6 · Pion noir sur case blanche g6 · Pion noir sur case noire h6 · Pion noir sur case noire c5 · Dame blanche sur case blanche a4 · Pion noir sur case noire d4 · Pion blanc sur case noire a3 · Cavalier blanc sur case noire c3 · Pion blanc sur case noire e3 · Cavalier blanc sur case blanche f3 · Pion blanc sur case noire g3 · Pion blanc sur case noire b2 · Tour blanche sur case noire d2 · Pion blanc sur case noire f2 · Pion blanc sur case blanche g2 · Fou blanc sur case blanche b1 · Tour blanche sur case blanche d1 · Roi blanc sur case noire g1 | Tour noire sur case blanche c8 · Tour noire sur case noire d8 · Fou noir sur case blanche b7 · Fou noir sur case noire e7 · Pion noir sur case blanche f7 · Roi noir sur case noire g7 · Pion noir sur case blanche a6 · Dame noire sur case noire b6 · Cavalier noir sur case noire f6 · Pion noir sur case blanche g6 · Pion noir sur case noire h6 · Pion noir sur case noire c5 · Dame blanche sur case blanche a4 · Pion noir sur case noire d4 · Pion blanc sur case noire a3 · Cavalier blanc sur case noire c3 · Pion blanc sur case noire e3 · Cavalier blanc sur case blanche f3 · Pion blanc sur case noire g3 · Pion blanc sur case noire b2 · Tour blanche sur case noire d2 · Pion blanc sur case noire f2 · Pion blanc sur case blanche g2 · Fou blanc sur case blanche b1 · Tour blanche sur case blanche d1 · Roi blanc sur case noire g1 | Tour noire sur case blanche c8 · Tour noire sur case noire d8 · Fou noir sur case blanche b7 · Fou noir sur case noire e7 · Pion noir sur case blanche f7 · Roi noir sur case noire g7 · Pion noir sur case blanche a6 · Dame noire sur case noire b6 · Cavalier noir sur case noire f6 · Pion noir sur case blanche g6 · Pion noir sur case noire h6 · Pion noir sur case noire c5 · Dame blanche sur case blanche a4 · Pion noir sur case noire d4 · Pion blanc sur case noire a3 · Cavalier blanc sur case noire c3 · Pion blanc sur case noire e3 · Cavalier blanc sur case blanche f3 · Pion blanc sur case noire g3 · Pion blanc sur case noire b2 · Tour blanche sur case noire d2 · Pion blanc sur case noire f2 · Pion blanc sur case blanche g2 · Fou blanc sur case blanche b1 · Tour blanche sur case blanche d1 · Roi blanc sur case noire g1 | Tour noire sur case blanche c8 · Tour noire sur case noire d8 · Fou noir sur case blanche b7 · Fou noir sur case noire e7 · Pion noir sur case blanche f7 · Roi noir sur case noire g7 · Pion noir sur case blanche a6 · Dame noire sur case noire b6 · Cavalier noir sur case noire f6 · Pion noir sur case blanche g6 · Pion noir sur case noire h6 · Pion noir sur case noire c5 · Dame blanche sur case blanche a4 · Pion noir sur case noire d4 · Pion blanc sur case noire a3 · Cavalier blanc sur case noire c3 · Pion blanc sur case noire e3 · Cavalier blanc sur case blanche f3 · Pion blanc sur case noire g3 · Pion blanc sur case noire b2 · Tour blanche sur case noire d2 · Pion blanc sur case noire f2 · Pion blanc sur case blanche g2 · Fou blanc sur case blanche b1 · Tour blanche sur case blanche d1 · Roi blanc sur case noire g1 | 2 |
| 1 | Tour noire sur case blanche c8 · Tour noire sur case noire d8 · Fou noir sur case blanche b7 · Fou noir sur case noire e7 · Pion noir sur case blanche f7 · Roi noir sur case noire g7 · Pion noir sur case blanche a6 · Dame noire sur case noire b6 · Cavalier noir sur case noire f6 · Pion noir sur case blanche g6 · Pion noir sur case noire h6 · Pion noir sur case noire c5 · Dame blanche sur case blanche a4 · Pion noir sur case noire d4 · Pion blanc sur case noire a3 · Cavalier blanc sur case noire c3 · Pion blanc sur case noire e3 · Cavalier blanc sur case blanche f3 · Pion blanc sur case noire g3 · Pion blanc sur case noire b2 · Tour blanche sur case noire d2 · Pion blanc sur case noire f2 · Pion blanc sur case blanche g2 · Fou blanc sur case blanche b1 · Tour blanche sur case blanche d1 · Roi blanc sur case noire g1 | Tour noire sur case blanche c8 · Tour noire sur case noire d8 · Fou noir sur case blanche b7 · Fou noir sur case noire e7 · Pion noir sur case blanche f7 · Roi noir sur case noire g7 · Pion noir sur case blanche a6 · Dame noire sur case noire b6 · Cavalier noir sur case noire f6 · Pion noir sur case blanche g6 · Pion noir sur case noire h6 · Pion noir sur case noire c5 · Dame blanche sur case blanche a4 · Pion noir sur case noire d4 · Pion blanc sur case noire a3 · Cavalier blanc sur case noire c3 · Pion blanc sur case noire e3 · Cavalier blanc sur case blanche f3 · Pion blanc sur case noire g3 · Pion blanc sur case noire b2 · Tour blanche sur case noire d2 · Pion blanc sur case noire f2 · Pion blanc sur case blanche g2 · Fou blanc sur case blanche b1 · Tour blanche sur case blanche d1 · Roi blanc sur case noire g1 | Tour noire sur case blanche c8 · Tour noire sur case noire d8 · Fou noir sur case blanche b7 · Fou noir sur case noire e7 · Pion noir sur case blanche f7 · Roi noir sur case noire g7 · Pion noir sur case blanche a6 · Dame noire sur case noire b6 · Cavalier noir sur case noire f6 · Pion noir sur case blanche g6 · Pion noir sur case noire h6 · Pion noir sur case noire c5 · Dame blanche sur case blanche a4 · Pion noir sur case noire d4 · Pion blanc sur case noire a3 · Cavalier blanc sur case noire c3 · Pion blanc sur case noire e3 · Cavalier blanc sur case blanche f3 · Pion blanc sur case noire g3 · Pion blanc sur case noire b2 · Tour blanche sur case noire d2 · Pion blanc sur case noire f2 · Pion blanc sur case blanche g2 · Fou blanc sur case blanche b1 · Tour blanche sur case blanche d1 · Roi blanc sur case noire g1 | Tour noire sur case blanche c8 · Tour noire sur case noire d8 · Fou noir sur case blanche b7 · Fou noir sur case noire e7 · Pion noir sur case blanche f7 · Roi noir sur case noire g7 · Pion noir sur case blanche a6 · Dame noire sur case noire b6 · Cavalier noir sur case noire f6 · Pion noir sur case blanche g6 · Pion noir sur case noire h6 · Pion noir sur case noire c5 · Dame blanche sur case blanche a4 · Pion noir sur case noire d4 · Pion blanc sur case noire a3 · Cavalier blanc sur case noire c3 · Pion blanc sur case noire e3 · Cavalier blanc sur case blanche f3 · Pion blanc sur case noire g3 · Pion blanc sur case noire b2 · Tour blanche sur case noire d2 · Pion blanc sur case noire f2 · Pion blanc sur case blanche g2 · Fou blanc sur case blanche b1 · Tour blanche sur case blanche d1 · Roi blanc sur case noire g1 | Tour noire sur case blanche c8 · Tour noire sur case noire d8 · Fou noir sur case blanche b7 · Fou noir sur case noire e7 · Pion noir sur case blanche f7 · Roi noir sur case noire g7 · Pion noir sur case blanche a6 · Dame noire sur case noire b6 · Cavalier noir sur case noire f6 · Pion noir sur case blanche g6 · Pion noir sur case noire h6 · Pion noir sur case noire c5 · Dame blanche sur case blanche a4 · Pion noir sur case noire d4 · Pion blanc sur case noire a3 · Cavalier blanc sur case noire c3 · Pion blanc sur case noire e3 · Cavalier blanc sur case blanche f3 · Pion blanc sur case noire g3 · Pion blanc sur case noire b2 · Tour blanche sur case noire d2 · Pion blanc sur case noire f2 · Pion blanc sur case blanche g2 · Fou blanc sur case blanche b1 · Tour blanche sur case blanche d1 · Roi blanc sur case noire g1 | Tour noire sur case blanche c8 · Tour noire sur case noire d8 · Fou noir sur case blanche b7 · Fou noir sur case noire e7 · Pion noir sur case blanche f7 · Roi noir sur case noire g7 · Pion noir sur case blanche a6 · Dame noire sur case noire b6 · Cavalier noir sur case noire f6 · Pion noir sur case blanche g6 · Pion noir sur case noire h6 · Pion noir sur case noire c5 · Dame blanche sur case blanche a4 · Pion noir sur case noire d4 · Pion blanc sur case noire a3 · Cavalier blanc sur case noire c3 · Pion blanc sur case noire e3 · Cavalier blanc sur case blanche f3 · Pion blanc sur case noire g3 · Pion blanc sur case noire b2 · Tour blanche sur case noire d2 · Pion blanc sur case noire f2 · Pion blanc sur case blanche g2 · Fou blanc sur case blanche b1 · Tour blanche sur case blanche d1 · Roi blanc sur case noire g1 | Tour noire sur case blanche c8 · Tour noire sur case noire d8 · Fou noir sur case blanche b7 · Fou noir sur case noire e7 · Pion noir sur case blanche f7 · Roi noir sur case noire g7 · Pion noir sur case blanche a6 · Dame noire sur case noire b6 · Cavalier noir sur case noire f6 · Pion noir sur case blanche g6 · Pion noir sur case noire h6 · Pion noir sur case noire c5 · Dame blanche sur case blanche a4 · Pion noir sur case noire d4 · Pion blanc sur case noire a3 · Cavalier blanc sur case noire c3 · Pion blanc sur case noire e3 · Cavalier blanc sur case blanche f3 · Pion blanc sur case noire g3 · Pion blanc sur case noire b2 · Tour blanche sur case noire d2 · Pion blanc sur case noire f2 · Pion blanc sur case blanche g2 · Fou blanc sur case blanche b1 · Tour blanche sur case blanche d1 · Roi blanc sur case noire g1 | Tour noire sur case blanche c8 · Tour noire sur case noire d8 · Fou noir sur case blanche b7 · Fou noir sur case noire e7 · Pion noir sur case blanche f7 · Roi noir sur case noire g7 · Pion noir sur case blanche a6 · Dame noire sur case noire b6 · Cavalier noir sur case noire f6 · Pion noir sur case blanche g6 · Pion noir sur case noire h6 · Pion noir sur case noire c5 · Dame blanche sur case blanche a4 · Pion noir sur case noire d4 · Pion blanc sur case noire a3 · Cavalier blanc sur case noire c3 · Pion blanc sur case noire e3 · Cavalier blanc sur case blanche f3 · Pion blanc sur case noire g3 · Pion blanc sur case noire b2 · Tour blanche sur case noire d2 · Pion blanc sur case noire f2 · Pion blanc sur case blanche g2 · Fou blanc sur case blanche b1 · Tour blanche sur case blanche d1 · Roi blanc sur case noire g1 | 1 |
|   | a | b | c | d | e | f | g | h |   |

25.Ce2 dxe3 26.fxe3 c4 27.Ced4 Dc7 28.Ch4 De5 29.Rh1 Rg8 30.Cdf3 Dxg3 31.Txd8+ Fxd8 32.Db4 Fe4 33.Fxe4 Cxe4 34.Td4 Cf2+ 35.Rg1 Cd3 36.Db7 Tb8 37.Dd7 Fc7 38.Rh1 Txb2 39.Txd3 cxd3 40.Dxd3 Dd6 41.De4 Dd1+ 42.Cg1 Dd6 43.Chf3 Tb5  0-1
Contrairement à son habitude, Karpov met une heure à réfléchir lors des 13 premiers coups, alors que son adversaire n’en avait utilisé que 10 minutes. Le tenant du titre fut perturbé par une interversion de coups, cependant il prit l’ascendant et au 24e coup trouva une percée dans la défense de Kortchnoï. Les deux adversaires étant tous les deux en zeitnot, ils jouèrent leurs derniers coups en quelques secondes, mais au 44e le challenger dans une position insoutenable se retrouva contraint d’abandonner la partie.
Partie 2

Blancs : Karpov, Anatoly

Noirs : Kortchnoï, Viktor

Ruy Lopez, défense de Berlin, variante ouverte

Résultat :1-0

1.e4 e5 2.Cf3 Cc6 3.Fb5 Cf6 4.O-O Cxe4 5.d4 Fe7 6.De2 Cd6 7.Fxc6 bxc6 8.dxe5 Cb7 9.Cc3 O-O 10.Te1 Cc5 11.Fe3 Ce6 12.Tad1 d5 13.exd6 cxd6 14.Cd4 Fd7 15.Cf5 d5 16.Cxe7+ Dxe7 17.Dd2 Dh4 18.Ce2 Tfe8 19.b3 Te7 20.Cg3 Df6 21.f3 Fe8 22.Ce2 h6 23.Ff2 Dg6 24.Cc1 d4 25.Cd3 Df6 26.Fg3 Td7 27.Te5 Dd8 28.Tde1 Td5 29.Txd5 Dxd5 30.Te5 Dd7 31.De1 Tc8 32.b4 Dd8 33.Ta5 Dd7 34.h3 f6 35.Txa7 Dd5 36.Ta5 Dd7 37.Ta7 Dd5 38.Ta5 Dd7 39.De4 Ff7 40.Df5 Te8 41.Rh2 Db7 42.a3 Td8 43.h4 h5 44.Cf2 Dd7 45.Ta6 De8 46.Da5 Fg6 47.Cd3 Rh7 48.Db6 Tc8 49.a4 Ff5 50.a5 c5 51.bxc5 Fxd3 52.cxd3 Cxc5 53.Ta7 Dg6 54.Tc7 Txc7 55.Fxc7 Cxd3 56.Dxd4 Ce5 57.Fxe5  1-0
Au 34e coup, Kortchnoï perdit un pion. Cette faute fut qualifiée d’« incroyable » par le grand maître Miguel Najdorf. Michael Stean, un des secondants de Kortchnoï, rappela les pressions subies par la famille du dissident et déclara que « Kortchnoï joue les larmes aux yeux ».
Partie 3

Blancs : Kortchnoï, Viktor

Noirs : Karpov, Anatoly

Gambit dame refusé, système Tartakower (Makogonov-Fondarevsky)

Résultat : ½-½

1.c4 e6 2.Cc3 d5 3.d4 Fe7 4.Cf3 Cf6 5.Fg5 h6 6.Fh4 O-O 7.e3 b6 8.Tc1 Fb7 9.Fe2 dxc4 10.Fxc4 Cbd7 11.O-O c5 12.De2 a6 13.a4 Ce4 14.Cxe4 Fxe4 15.Fg3 Dc8 16.dxc5 bxc5 17.Cd2 Fc6 18.b3 Td8 19.Fd3 Db7 20.f3 Cf6 21.Tfd1 Cd5 22.e4 Cb4 23.Fb1 Fe8 24.e5 Cc6 25.Ff2 Cd4 26.Fxd4 Txd4 27.Fe4 Fc6 28.Fxc6 Dxc6 29.Cc4 Tad8 30.Txd4 cxd4 31.Dd3 Fb4 32.g3 Tb8 33.Rg2 Fc3 34.Tb1 Dd5 35.h4 h5 36.Rf2 Fb4 37.Rg2 Fe7 38.Td1 Db7 39.Tb1 Dd5 40.Tb2 Fb4 41.Tb1  ½-½
Dans une position bloquée, Karpov proposa la nulle.
Partie 4

Blancs : Karpov, Anatoly

Noirs : Kortchnoï, Viktor

Défense russe

Résultat : 1-0

1.e4 e5 2.Cf3 Cf6 3.Cxe5 d6 4.Cf3 Cxe4 5.d4 d5 6.Fd3 Fe7 7.O-O Cc6 8.Te1 Ff5 9.Fb5 Ff6 10.Cbd2 O-O 11.Cf1 Ce7 12.c3 Cg6 13.Fd3 Cd6 14.Fxf5 Cxf5 15.Db3 b6 16.Db5 a6 17.Dd3 Dd7 18.Cg3 Cxg3 19.hxg3 a5 20.Fg5 Fxg5 21.Cxg5 Tfe8 22.b3 Tad8 23.Cf3 f6 24.Cd2 Rf7 25.Cf1 h5 26.Txe8 Txe8 27.Df3 Th8 28.Ce3 Ce7 29.Te1 g6 30.Df4 Rg7 31.g4 g5 32.Df3 hxg4 33.Cxg4 Dd6 34.g3 c6 35.c4 f5 36.De3 Cg6 37.c5 Dd8 38.Ce5 bxc5 39.Cxc6 Df6 40.De6 cxd4 41.Dxd5 d3 42.Dd7+ Df7 43.Ce7 Rh7 44.Rg2 Te8 45.Th1+ Ch4+ 46.gxh4 Dxe7 47.Dxf5+ Rg7 48.hxg5 Db7+ 49.f3 Te2+
50.Rf1 Rg8 51.Dxd3 Te6 52.Dd8+ Rg7 53.Dd4+  1-0
Dans cette partie, Kortchnoï utilisa au 8e coup le variante trouvée par Robert Hübner dans la défense russe. Dans une position menant à la nulle, Kortchnoï décide au 25e coup de rompre l’équilibre en jouant le tout pour le tout. En manque de temps, il commit quelques imprécisions qui lui coûtèrent la victoire.
Partie 5

Blancs : Kortchnoï, Viktor

Noirs : Karpov, Anatoly

Gambit dame refusé

Résultat : ½-½

1.c4 e6 2.Cc3 d5 3.d4 Fe7 4.Cf3 Cf6 5.Fg5 h6 6.Fh4 O-O 7.Tc1 b6 8.cxd5 Cxd5 9.Cxd5 exd5 10.Fxe7 Dxe7 11.g3 Fa6 12.e3 c5 13.dxc5 bxc5 14.Fxa6 Cxa6 15.Dxd5 Cb4 16.Dc4 Df6 17.Ch4 Dxb2 18.O-O Dxa2 19.Dxa2 Cxa2 20.Txc5 Tfc8 21.Ta5 Cc1 22.Cf5 Tc7 23.Cd4 Tb8 24.Ta1 Cd3 25.Tfd1 Ce5 26.Ta2 g6 27.Tda1 Tbb7 28.h3 h5 29.Rg2 Rg7 30.Ta5 Cc6 31.Cxc6 Txc6 32.Txa7 Txa7 33.Txa7 Tc2 34.e4 Tc3 35.Ta2 Rf6 36.f3 Tb3 37.Rf2 Tc3 38.Re2 Tb3 39.Ta6+ Re7 40.Ta5 Rf6 41.Td5 Ta3 42.Td6+ Rg7 43.h4 Tb3
44.Td3 Tb5 45.Re3  ½-½
Pour la première fois dans ce match, Kortchnoï obtint avec un pion de plus un léger avantage. Karpov en refusant d’échanger les tours obtint la nulle.
Partie 6

Blancs : Karpov, Anatoly

Noirs : Kortchnoï, Viktor

Ruy Lopez

Résultat : 0-1

1.e4 e5 2.Cf3 Cc6 3.Fb5 a6 4.Fa4 Cf6 5.O-O Cxe4 6.d4 b5 7.Fb3 d5 8.dxe5 Fe6 9.c3 Fc5 10.Cbd2 O-O 11.Fc2 Ff5 12.Cb3 Fg6 13.Cfd4 Fxd4 14.cxd4 a5 15.Fe3 a4 16.Cc1 a3 17.b3 f6 18.exf6 Dxf6 19.Ce2 Cb4 20.Fb1 De7 21.De1 Tfe8 22.Cf4 Ff7 23.Dc1 c5
|   | a | b | c | d | e | f | g | h |   |
| 8 | Tour noire sur case blanche a8 · Tour noire sur case blanche e8 · Roi noir sur case blanche g8 · Pion noir sur case noire c7 · Dame noire sur case noire e7 · Fou noir sur case blanche f7 · Pion noir sur case noire g7 · Pion noir sur case blanche h7 · Pion noir sur case blanche b5 · Pion noir sur case blanche d5 · Cavalier noir sur case noire b4 · Pion blanc sur case noire d4 · Cavalier noir sur case blanche e4 · Cavalier blanc sur case noire f4 · Pion noir sur case noire a3 · Pion blanc sur case blanche b3 · Fou blanc sur case noire e3 · Pion blanc sur case blanche a2 · Pion blanc sur case noire f2 · Pion blanc sur case blanche g2 · Pion blanc sur case noire h2 · Tour blanche sur case noire a1 · Fou blanc sur case blanche b1 · Dame blanche sur case noire c1 · Tour blanche sur case blanche f1 · Roi blanc sur case noire g1 | Tour noire sur case blanche a8 · Tour noire sur case blanche e8 · Roi noir sur case blanche g8 · Pion noir sur case noire c7 · Dame noire sur case noire e7 · Fou noir sur case blanche f7 · Pion noir sur case noire g7 · Pion noir sur case blanche h7 · Pion noir sur case blanche b5 · Pion noir sur case blanche d5 · Cavalier noir sur case noire b4 · Pion blanc sur case noire d4 · Cavalier noir sur case blanche e4 · Cavalier blanc sur case noire f4 · Pion noir sur case noire a3 · Pion blanc sur case blanche b3 · Fou blanc sur case noire e3 · Pion blanc sur case blanche a2 · Pion blanc sur case noire f2 · Pion blanc sur case blanche g2 · Pion blanc sur case noire h2 · Tour blanche sur case noire a1 · Fou blanc sur case blanche b1 · Dame blanche sur case noire c1 · Tour blanche sur case blanche f1 · Roi blanc sur case noire g1 | Tour noire sur case blanche a8 · Tour noire sur case blanche e8 · Roi noir sur case blanche g8 · Pion noir sur case noire c7 · Dame noire sur case noire e7 · Fou noir sur case blanche f7 · Pion noir sur case noire g7 · Pion noir sur case blanche h7 · Pion noir sur case blanche b5 · Pion noir sur case blanche d5 · Cavalier noir sur case noire b4 · Pion blanc sur case noire d4 · Cavalier noir sur case blanche e4 · Cavalier blanc sur case noire f4 · Pion noir sur case noire a3 · Pion blanc sur case blanche b3 · Fou blanc sur case noire e3 · Pion blanc sur case blanche a2 · Pion blanc sur case noire f2 · Pion blanc sur case blanche g2 · Pion blanc sur case noire h2 · Tour blanche sur case noire a1 · Fou blanc sur case blanche b1 · Dame blanche sur case noire c1 · Tour blanche sur case blanche f1 · Roi blanc sur case noire g1 | Tour noire sur case blanche a8 · Tour noire sur case blanche e8 · Roi noir sur case blanche g8 · Pion noir sur case noire c7 · Dame noire sur case noire e7 · Fou noir sur case blanche f7 · Pion noir sur case noire g7 · Pion noir sur case blanche h7 · Pion noir sur case blanche b5 · Pion noir sur case blanche d5 · Cavalier noir sur case noire b4 · Pion blanc sur case noire d4 · Cavalier noir sur case blanche e4 · Cavalier blanc sur case noire f4 · Pion noir sur case noire a3 · Pion blanc sur case blanche b3 · Fou blanc sur case noire e3 · Pion blanc sur case blanche a2 · Pion blanc sur case noire f2 · Pion blanc sur case blanche g2 · Pion blanc sur case noire h2 · Tour blanche sur case noire a1 · Fou blanc sur case blanche b1 · Dame blanche sur case noire c1 · Tour blanche sur case blanche f1 · Roi blanc sur case noire g1 | Tour noire sur case blanche a8 · Tour noire sur case blanche e8 · Roi noir sur case blanche g8 · Pion noir sur case noire c7 · Dame noire sur case noire e7 · Fou noir sur case blanche f7 · Pion noir sur case noire g7 · Pion noir sur case blanche h7 · Pion noir sur case blanche b5 · Pion noir sur case blanche d5 · Cavalier noir sur case noire b4 · Pion blanc sur case noire d4 · Cavalier noir sur case blanche e4 · Cavalier blanc sur case noire f4 · Pion noir sur case noire a3 · Pion blanc sur case blanche b3 · Fou blanc sur case noire e3 · Pion blanc sur case blanche a2 · Pion blanc sur case noire f2 · Pion blanc sur case blanche g2 · Pion blanc sur case noire h2 · Tour blanche sur case noire a1 · Fou blanc sur case blanche b1 · Dame blanche sur case noire c1 · Tour blanche sur case blanche f1 · Roi blanc sur case noire g1 | Tour noire sur case blanche a8 · Tour noire sur case blanche e8 · Roi noir sur case blanche g8 · Pion noir sur case noire c7 · Dame noire sur case noire e7 · Fou noir sur case blanche f7 · Pion noir sur case noire g7 · Pion noir sur case blanche h7 · Pion noir sur case blanche b5 · Pion noir sur case blanche d5 · Cavalier noir sur case noire b4 · Pion blanc sur case noire d4 · Cavalier noir sur case blanche e4 · Cavalier blanc sur case noire f4 · Pion noir sur case noire a3 · Pion blanc sur case blanche b3 · Fou blanc sur case noire e3 · Pion blanc sur case blanche a2 · Pion blanc sur case noire f2 · Pion blanc sur case blanche g2 · Pion blanc sur case noire h2 · Tour blanche sur case noire a1 · Fou blanc sur case blanche b1 · Dame blanche sur case noire c1 · Tour blanche sur case blanche f1 · Roi blanc sur case noire g1 | Tour noire sur case blanche a8 · Tour noire sur case blanche e8 · Roi noir sur case blanche g8 · Pion noir sur case noire c7 · Dame noire sur case noire e7 · Fou noir sur case blanche f7 · Pion noir sur case noire g7 · Pion noir sur case blanche h7 · Pion noir sur case blanche b5 · Pion noir sur case blanche d5 · Cavalier noir sur case noire b4 · Pion blanc sur case noire d4 · Cavalier noir sur case blanche e4 · Cavalier blanc sur case noire f4 · Pion noir sur case noire a3 · Pion blanc sur case blanche b3 · Fou blanc sur case noire e3 · Pion blanc sur case blanche a2 · Pion blanc sur case noire f2 · Pion blanc sur case blanche g2 · Pion blanc sur case noire h2 · Tour blanche sur case noire a1 · Fou blanc sur case blanche b1 · Dame blanche sur case noire c1 · Tour blanche sur case blanche f1 · Roi blanc sur case noire g1 | Tour noire sur case blanche a8 · Tour noire sur case blanche e8 · Roi noir sur case blanche g8 · Pion noir sur case noire c7 · Dame noire sur case noire e7 · Fou noir sur case blanche f7 · Pion noir sur case noire g7 · Pion noir sur case blanche h7 · Pion noir sur case blanche b5 · Pion noir sur case blanche d5 · Cavalier noir sur case noire b4 · Pion blanc sur case noire d4 · Cavalier noir sur case blanche e4 · Cavalier blanc sur case noire f4 · Pion noir sur case noire a3 · Pion blanc sur case blanche b3 · Fou blanc sur case noire e3 · Pion blanc sur case blanche a2 · Pion blanc sur case noire f2 · Pion blanc sur case blanche g2 · Pion blanc sur case noire h2 · Tour blanche sur case noire a1 · Fou blanc sur case blanche b1 · Dame blanche sur case noire c1 · Tour blanche sur case blanche f1 · Roi blanc sur case noire g1 | 8 |
| 7 | Tour noire sur case blanche a8 · Tour noire sur case blanche e8 · Roi noir sur case blanche g8 · Pion noir sur case noire c7 · Dame noire sur case noire e7 · Fou noir sur case blanche f7 · Pion noir sur case noire g7 · Pion noir sur case blanche h7 · Pion noir sur case blanche b5 · Pion noir sur case blanche d5 · Cavalier noir sur case noire b4 · Pion blanc sur case noire d4 · Cavalier noir sur case blanche e4 · Cavalier blanc sur case noire f4 · Pion noir sur case noire a3 · Pion blanc sur case blanche b3 · Fou blanc sur case noire e3 · Pion blanc sur case blanche a2 · Pion blanc sur case noire f2 · Pion blanc sur case blanche g2 · Pion blanc sur case noire h2 · Tour blanche sur case noire a1 · Fou blanc sur case blanche b1 · Dame blanche sur case noire c1 · Tour blanche sur case blanche f1 · Roi blanc sur case noire g1 | Tour noire sur case blanche a8 · Tour noire sur case blanche e8 · Roi noir sur case blanche g8 · Pion noir sur case noire c7 · Dame noire sur case noire e7 · Fou noir sur case blanche f7 · Pion noir sur case noire g7 · Pion noir sur case blanche h7 · Pion noir sur case blanche b5 · Pion noir sur case blanche d5 · Cavalier noir sur case noire b4 · Pion blanc sur case noire d4 · Cavalier noir sur case blanche e4 · Cavalier blanc sur case noire f4 · Pion noir sur case noire a3 · Pion blanc sur case blanche b3 · Fou blanc sur case noire e3 · Pion blanc sur case blanche a2 · Pion blanc sur case noire f2 · Pion blanc sur case blanche g2 · Pion blanc sur case noire h2 · Tour blanche sur case noire a1 · Fou blanc sur case blanche b1 · Dame blanche sur case noire c1 · Tour blanche sur case blanche f1 · Roi blanc sur case noire g1 | Tour noire sur case blanche a8 · Tour noire sur case blanche e8 · Roi noir sur case blanche g8 · Pion noir sur case noire c7 · Dame noire sur case noire e7 · Fou noir sur case blanche f7 · Pion noir sur case noire g7 · Pion noir sur case blanche h7 · Pion noir sur case blanche b5 · Pion noir sur case blanche d5 · Cavalier noir sur case noire b4 · Pion blanc sur case noire d4 · Cavalier noir sur case blanche e4 · Cavalier blanc sur case noire f4 · Pion noir sur case noire a3 · Pion blanc sur case blanche b3 · Fou blanc sur case noire e3 · Pion blanc sur case blanche a2 · Pion blanc sur case noire f2 · Pion blanc sur case blanche g2 · Pion blanc sur case noire h2 · Tour blanche sur case noire a1 · Fou blanc sur case blanche b1 · Dame blanche sur case noire c1 · Tour blanche sur case blanche f1 · Roi blanc sur case noire g1 | Tour noire sur case blanche a8 · Tour noire sur case blanche e8 · Roi noir sur case blanche g8 · Pion noir sur case noire c7 · Dame noire sur case noire e7 · Fou noir sur case blanche f7 · Pion noir sur case noire g7 · Pion noir sur case blanche h7 · Pion noir sur case blanche b5 · Pion noir sur case blanche d5 · Cavalier noir sur case noire b4 · Pion blanc sur case noire d4 · Cavalier noir sur case blanche e4 · Cavalier blanc sur case noire f4 · Pion noir sur case noire a3 · Pion blanc sur case blanche b3 · Fou blanc sur case noire e3 · Pion blanc sur case blanche a2 · Pion blanc sur case noire f2 · Pion blanc sur case blanche g2 · Pion blanc sur case noire h2 · Tour blanche sur case noire a1 · Fou blanc sur case blanche b1 · Dame blanche sur case noire c1 · Tour blanche sur case blanche f1 · Roi blanc sur case noire g1 | Tour noire sur case blanche a8 · Tour noire sur case blanche e8 · Roi noir sur case blanche g8 · Pion noir sur case noire c7 · Dame noire sur case noire e7 · Fou noir sur case blanche f7 · Pion noir sur case noire g7 · Pion noir sur case blanche h7 · Pion noir sur case blanche b5 · Pion noir sur case blanche d5 · Cavalier noir sur case noire b4 · Pion blanc sur case noire d4 · Cavalier noir sur case blanche e4 · Cavalier blanc sur case noire f4 · Pion noir sur case noire a3 · Pion blanc sur case blanche b3 · Fou blanc sur case noire e3 · Pion blanc sur case blanche a2 · Pion blanc sur case noire f2 · Pion blanc sur case blanche g2 · Pion blanc sur case noire h2 · Tour blanche sur case noire a1 · Fou blanc sur case blanche b1 · Dame blanche sur case noire c1 · Tour blanche sur case blanche f1 · Roi blanc sur case noire g1 | Tour noire sur case blanche a8 · Tour noire sur case blanche e8 · Roi noir sur case blanche g8 · Pion noir sur case noire c7 · Dame noire sur case noire e7 · Fou noir sur case blanche f7 · Pion noir sur case noire g7 · Pion noir sur case blanche h7 · Pion noir sur case blanche b5 · Pion noir sur case blanche d5 · Cavalier noir sur case noire b4 · Pion blanc sur case noire d4 · Cavalier noir sur case blanche e4 · Cavalier blanc sur case noire f4 · Pion noir sur case noire a3 · Pion blanc sur case blanche b3 · Fou blanc sur case noire e3 · Pion blanc sur case blanche a2 · Pion blanc sur case noire f2 · Pion blanc sur case blanche g2 · Pion blanc sur case noire h2 · Tour blanche sur case noire a1 · Fou blanc sur case blanche b1 · Dame blanche sur case noire c1 · Tour blanche sur case blanche f1 · Roi blanc sur case noire g1 | Tour noire sur case blanche a8 · Tour noire sur case blanche e8 · Roi noir sur case blanche g8 · Pion noir sur case noire c7 · Dame noire sur case noire e7 · Fou noir sur case blanche f7 · Pion noir sur case noire g7 · Pion noir sur case blanche h7 · Pion noir sur case blanche b5 · Pion noir sur case blanche d5 · Cavalier noir sur case noire b4 · Pion blanc sur case noire d4 · Cavalier noir sur case blanche e4 · Cavalier blanc sur case noire f4 · Pion noir sur case noire a3 · Pion blanc sur case blanche b3 · Fou blanc sur case noire e3 · Pion blanc sur case blanche a2 · Pion blanc sur case noire f2 · Pion blanc sur case blanche g2 · Pion blanc sur case noire h2 · Tour blanche sur case noire a1 · Fou blanc sur case blanche b1 · Dame blanche sur case noire c1 · Tour blanche sur case blanche f1 · Roi blanc sur case noire g1 | Tour noire sur case blanche a8 · Tour noire sur case blanche e8 · Roi noir sur case blanche g8 · Pion noir sur case noire c7 · Dame noire sur case noire e7 · Fou noir sur case blanche f7 · Pion noir sur case noire g7 · Pion noir sur case blanche h7 · Pion noir sur case blanche b5 · Pion noir sur case blanche d5 · Cavalier noir sur case noire b4 · Pion blanc sur case noire d4 · Cavalier noir sur case blanche e4 · Cavalier blanc sur case noire f4 · Pion noir sur case noire a3 · Pion blanc sur case blanche b3 · Fou blanc sur case noire e3 · Pion blanc sur case blanche a2 · Pion blanc sur case noire f2 · Pion blanc sur case blanche g2 · Pion blanc sur case noire h2 · Tour blanche sur case noire a1 · Fou blanc sur case blanche b1 · Dame blanche sur case noire c1 · Tour blanche sur case blanche f1 · Roi blanc sur case noire g1 | 7 |
| 6 | Tour noire sur case blanche a8 · Tour noire sur case blanche e8 · Roi noir sur case blanche g8 · Pion noir sur case noire c7 · Dame noire sur case noire e7 · Fou noir sur case blanche f7 · Pion noir sur case noire g7 · Pion noir sur case blanche h7 · Pion noir sur case blanche b5 · Pion noir sur case blanche d5 · Cavalier noir sur case noire b4 · Pion blanc sur case noire d4 · Cavalier noir sur case blanche e4 · Cavalier blanc sur case noire f4 · Pion noir sur case noire a3 · Pion blanc sur case blanche b3 · Fou blanc sur case noire e3 · Pion blanc sur case blanche a2 · Pion blanc sur case noire f2 · Pion blanc sur case blanche g2 · Pion blanc sur case noire h2 · Tour blanche sur case noire a1 · Fou blanc sur case blanche b1 · Dame blanche sur case noire c1 · Tour blanche sur case blanche f1 · Roi blanc sur case noire g1 | Tour noire sur case blanche a8 · Tour noire sur case blanche e8 · Roi noir sur case blanche g8 · Pion noir sur case noire c7 · Dame noire sur case noire e7 · Fou noir sur case blanche f7 · Pion noir sur case noire g7 · Pion noir sur case blanche h7 · Pion noir sur case blanche b5 · Pion noir sur case blanche d5 · Cavalier noir sur case noire b4 · Pion blanc sur case noire d4 · Cavalier noir sur case blanche e4 · Cavalier blanc sur case noire f4 · Pion noir sur case noire a3 · Pion blanc sur case blanche b3 · Fou blanc sur case noire e3 · Pion blanc sur case blanche a2 · Pion blanc sur case noire f2 · Pion blanc sur case blanche g2 · Pion blanc sur case noire h2 · Tour blanche sur case noire a1 · Fou blanc sur case blanche b1 · Dame blanche sur case noire c1 · Tour blanche sur case blanche f1 · Roi blanc sur case noire g1 | Tour noire sur case blanche a8 · Tour noire sur case blanche e8 · Roi noir sur case blanche g8 · Pion noir sur case noire c7 · Dame noire sur case noire e7 · Fou noir sur case blanche f7 · Pion noir sur case noire g7 · Pion noir sur case blanche h7 · Pion noir sur case blanche b5 · Pion noir sur case blanche d5 · Cavalier noir sur case noire b4 · Pion blanc sur case noire d4 · Cavalier noir sur case blanche e4 · Cavalier blanc sur case noire f4 · Pion noir sur case noire a3 · Pion blanc sur case blanche b3 · Fou blanc sur case noire e3 · Pion blanc sur case blanche a2 · Pion blanc sur case noire f2 · Pion blanc sur case blanche g2 · Pion blanc sur case noire h2 · Tour blanche sur case noire a1 · Fou blanc sur case blanche b1 · Dame blanche sur case noire c1 · Tour blanche sur case blanche f1 · Roi blanc sur case noire g1 | Tour noire sur case blanche a8 · Tour noire sur case blanche e8 · Roi noir sur case blanche g8 · Pion noir sur case noire c7 · Dame noire sur case noire e7 · Fou noir sur case blanche f7 · Pion noir sur case noire g7 · Pion noir sur case blanche h7 · Pion noir sur case blanche b5 · Pion noir sur case blanche d5 · Cavalier noir sur case noire b4 · Pion blanc sur case noire d4 · Cavalier noir sur case blanche e4 · Cavalier blanc sur case noire f4 · Pion noir sur case noire a3 · Pion blanc sur case blanche b3 · Fou blanc sur case noire e3 · Pion blanc sur case blanche a2 · Pion blanc sur case noire f2 · Pion blanc sur case blanche g2 · Pion blanc sur case noire h2 · Tour blanche sur case noire a1 · Fou blanc sur case blanche b1 · Dame blanche sur case noire c1 · Tour blanche sur case blanche f1 · Roi blanc sur case noire g1 | Tour noire sur case blanche a8 · Tour noire sur case blanche e8 · Roi noir sur case blanche g8 · Pion noir sur case noire c7 · Dame noire sur case noire e7 · Fou noir sur case blanche f7 · Pion noir sur case noire g7 · Pion noir sur case blanche h7 · Pion noir sur case blanche b5 · Pion noir sur case blanche d5 · Cavalier noir sur case noire b4 · Pion blanc sur case noire d4 · Cavalier noir sur case blanche e4 · Cavalier blanc sur case noire f4 · Pion noir sur case noire a3 · Pion blanc sur case blanche b3 · Fou blanc sur case noire e3 · Pion blanc sur case blanche a2 · Pion blanc sur case noire f2 · Pion blanc sur case blanche g2 · Pion blanc sur case noire h2 · Tour blanche sur case noire a1 · Fou blanc sur case blanche b1 · Dame blanche sur case noire c1 · Tour blanche sur case blanche f1 · Roi blanc sur case noire g1 | Tour noire sur case blanche a8 · Tour noire sur case blanche e8 · Roi noir sur case blanche g8 · Pion noir sur case noire c7 · Dame noire sur case noire e7 · Fou noir sur case blanche f7 · Pion noir sur case noire g7 · Pion noir sur case blanche h7 · Pion noir sur case blanche b5 · Pion noir sur case blanche d5 · Cavalier noir sur case noire b4 · Pion blanc sur case noire d4 · Cavalier noir sur case blanche e4 · Cavalier blanc sur case noire f4 · Pion noir sur case noire a3 · Pion blanc sur case blanche b3 · Fou blanc sur case noire e3 · Pion blanc sur case blanche a2 · Pion blanc sur case noire f2 · Pion blanc sur case blanche g2 · Pion blanc sur case noire h2 · Tour blanche sur case noire a1 · Fou blanc sur case blanche b1 · Dame blanche sur case noire c1 · Tour blanche sur case blanche f1 · Roi blanc sur case noire g1 | Tour noire sur case blanche a8 · Tour noire sur case blanche e8 · Roi noir sur case blanche g8 · Pion noir sur case noire c7 · Dame noire sur case noire e7 · Fou noir sur case blanche f7 · Pion noir sur case noire g7 · Pion noir sur case blanche h7 · Pion noir sur case blanche b5 · Pion noir sur case blanche d5 · Cavalier noir sur case noire b4 · Pion blanc sur case noire d4 · Cavalier noir sur case blanche e4 · Cavalier blanc sur case noire f4 · Pion noir sur case noire a3 · Pion blanc sur case blanche b3 · Fou blanc sur case noire e3 · Pion blanc sur case blanche a2 · Pion blanc sur case noire f2 · Pion blanc sur case blanche g2 · Pion blanc sur case noire h2 · Tour blanche sur case noire a1 · Fou blanc sur case blanche b1 · Dame blanche sur case noire c1 · Tour blanche sur case blanche f1 · Roi blanc sur case noire g1 | Tour noire sur case blanche a8 · Tour noire sur case blanche e8 · Roi noir sur case blanche g8 · Pion noir sur case noire c7 · Dame noire sur case noire e7 · Fou noir sur case blanche f7 · Pion noir sur case noire g7 · Pion noir sur case blanche h7 · Pion noir sur case blanche b5 · Pion noir sur case blanche d5 · Cavalier noir sur case noire b4 · Pion blanc sur case noire d4 · Cavalier noir sur case blanche e4 · Cavalier blanc sur case noire f4 · Pion noir sur case noire a3 · Pion blanc sur case blanche b3 · Fou blanc sur case noire e3 · Pion blanc sur case blanche a2 · Pion blanc sur case noire f2 · Pion blanc sur case blanche g2 · Pion blanc sur case noire h2 · Tour blanche sur case noire a1 · Fou blanc sur case blanche b1 · Dame blanche sur case noire c1 · Tour blanche sur case blanche f1 · Roi blanc sur case noire g1 | 6 |
| 5 | Tour noire sur case blanche a8 · Tour noire sur case blanche e8 · Roi noir sur case blanche g8 · Pion noir sur case noire c7 · Dame noire sur case noire e7 · Fou noir sur case blanche f7 · Pion noir sur case noire g7 · Pion noir sur case blanche h7 · Pion noir sur case blanche b5 · Pion noir sur case blanche d5 · Cavalier noir sur case noire b4 · Pion blanc sur case noire d4 · Cavalier noir sur case blanche e4 · Cavalier blanc sur case noire f4 · Pion noir sur case noire a3 · Pion blanc sur case blanche b3 · Fou blanc sur case noire e3 · Pion blanc sur case blanche a2 · Pion blanc sur case noire f2 · Pion blanc sur case blanche g2 · Pion blanc sur case noire h2 · Tour blanche sur case noire a1 · Fou blanc sur case blanche b1 · Dame blanche sur case noire c1 · Tour blanche sur case blanche f1 · Roi blanc sur case noire g1 | Tour noire sur case blanche a8 · Tour noire sur case blanche e8 · Roi noir sur case blanche g8 · Pion noir sur case noire c7 · Dame noire sur case noire e7 · Fou noir sur case blanche f7 · Pion noir sur case noire g7 · Pion noir sur case blanche h7 · Pion noir sur case blanche b5 · Pion noir sur case blanche d5 · Cavalier noir sur case noire b4 · Pion blanc sur case noire d4 · Cavalier noir sur case blanche e4 · Cavalier blanc sur case noire f4 · Pion noir sur case noire a3 · Pion blanc sur case blanche b3 · Fou blanc sur case noire e3 · Pion blanc sur case blanche a2 · Pion blanc sur case noire f2 · Pion blanc sur case blanche g2 · Pion blanc sur case noire h2 · Tour blanche sur case noire a1 · Fou blanc sur case blanche b1 · Dame blanche sur case noire c1 · Tour blanche sur case blanche f1 · Roi blanc sur case noire g1 | Tour noire sur case blanche a8 · Tour noire sur case blanche e8 · Roi noir sur case blanche g8 · Pion noir sur case noire c7 · Dame noire sur case noire e7 · Fou noir sur case blanche f7 · Pion noir sur case noire g7 · Pion noir sur case blanche h7 · Pion noir sur case blanche b5 · Pion noir sur case blanche d5 · Cavalier noir sur case noire b4 · Pion blanc sur case noire d4 · Cavalier noir sur case blanche e4 · Cavalier blanc sur case noire f4 · Pion noir sur case noire a3 · Pion blanc sur case blanche b3 · Fou blanc sur case noire e3 · Pion blanc sur case blanche a2 · Pion blanc sur case noire f2 · Pion blanc sur case blanche g2 · Pion blanc sur case noire h2 · Tour blanche sur case noire a1 · Fou blanc sur case blanche b1 · Dame blanche sur case noire c1 · Tour blanche sur case blanche f1 · Roi blanc sur case noire g1 | Tour noire sur case blanche a8 · Tour noire sur case blanche e8 · Roi noir sur case blanche g8 · Pion noir sur case noire c7 · Dame noire sur case noire e7 · Fou noir sur case blanche f7 · Pion noir sur case noire g7 · Pion noir sur case blanche h7 · Pion noir sur case blanche b5 · Pion noir sur case blanche d5 · Cavalier noir sur case noire b4 · Pion blanc sur case noire d4 · Cavalier noir sur case blanche e4 · Cavalier blanc sur case noire f4 · Pion noir sur case noire a3 · Pion blanc sur case blanche b3 · Fou blanc sur case noire e3 · Pion blanc sur case blanche a2 · Pion blanc sur case noire f2 · Pion blanc sur case blanche g2 · Pion blanc sur case noire h2 · Tour blanche sur case noire a1 · Fou blanc sur case blanche b1 · Dame blanche sur case noire c1 · Tour blanche sur case blanche f1 · Roi blanc sur case noire g1 | Tour noire sur case blanche a8 · Tour noire sur case blanche e8 · Roi noir sur case blanche g8 · Pion noir sur case noire c7 · Dame noire sur case noire e7 · Fou noir sur case blanche f7 · Pion noir sur case noire g7 · Pion noir sur case blanche h7 · Pion noir sur case blanche b5 · Pion noir sur case blanche d5 · Cavalier noir sur case noire b4 · Pion blanc sur case noire d4 · Cavalier noir sur case blanche e4 · Cavalier blanc sur case noire f4 · Pion noir sur case noire a3 · Pion blanc sur case blanche b3 · Fou blanc sur case noire e3 · Pion blanc sur case blanche a2 · Pion blanc sur case noire f2 · Pion blanc sur case blanche g2 · Pion blanc sur case noire h2 · Tour blanche sur case noire a1 · Fou blanc sur case blanche b1 · Dame blanche sur case noire c1 · Tour blanche sur case blanche f1 · Roi blanc sur case noire g1 | Tour noire sur case blanche a8 · Tour noire sur case blanche e8 · Roi noir sur case blanche g8 · Pion noir sur case noire c7 · Dame noire sur case noire e7 · Fou noir sur case blanche f7 · Pion noir sur case noire g7 · Pion noir sur case blanche h7 · Pion noir sur case blanche b5 · Pion noir sur case blanche d5 · Cavalier noir sur case noire b4 · Pion blanc sur case noire d4 · Cavalier noir sur case blanche e4 · Cavalier blanc sur case noire f4 · Pion noir sur case noire a3 · Pion blanc sur case blanche b3 · Fou blanc sur case noire e3 · Pion blanc sur case blanche a2 · Pion blanc sur case noire f2 · Pion blanc sur case blanche g2 · Pion blanc sur case noire h2 · Tour blanche sur case noire a1 · Fou blanc sur case blanche b1 · Dame blanche sur case noire c1 · Tour blanche sur case blanche f1 · Roi blanc sur case noire g1 | Tour noire sur case blanche a8 · Tour noire sur case blanche e8 · Roi noir sur case blanche g8 · Pion noir sur case noire c7 · Dame noire sur case noire e7 · Fou noir sur case blanche f7 · Pion noir sur case noire g7 · Pion noir sur case blanche h7 · Pion noir sur case blanche b5 · Pion noir sur case blanche d5 · Cavalier noir sur case noire b4 · Pion blanc sur case noire d4 · Cavalier noir sur case blanche e4 · Cavalier blanc sur case noire f4 · Pion noir sur case noire a3 · Pion blanc sur case blanche b3 · Fou blanc sur case noire e3 · Pion blanc sur case blanche a2 · Pion blanc sur case noire f2 · Pion blanc sur case blanche g2 · Pion blanc sur case noire h2 · Tour blanche sur case noire a1 · Fou blanc sur case blanche b1 · Dame blanche sur case noire c1 · Tour blanche sur case blanche f1 · Roi blanc sur case noire g1 | Tour noire sur case blanche a8 · Tour noire sur case blanche e8 · Roi noir sur case blanche g8 · Pion noir sur case noire c7 · Dame noire sur case noire e7 · Fou noir sur case blanche f7 · Pion noir sur case noire g7 · Pion noir sur case blanche h7 · Pion noir sur case blanche b5 · Pion noir sur case blanche d5 · Cavalier noir sur case noire b4 · Pion blanc sur case noire d4 · Cavalier noir sur case blanche e4 · Cavalier blanc sur case noire f4 · Pion noir sur case noire a3 · Pion blanc sur case blanche b3 · Fou blanc sur case noire e3 · Pion blanc sur case blanche a2 · Pion blanc sur case noire f2 · Pion blanc sur case blanche g2 · Pion blanc sur case noire h2 · Tour blanche sur case noire a1 · Fou blanc sur case blanche b1 · Dame blanche sur case noire c1 · Tour blanche sur case blanche f1 · Roi blanc sur case noire g1 | 5 |
| 4 | Tour noire sur case blanche a8 · Tour noire sur case blanche e8 · Roi noir sur case blanche g8 · Pion noir sur case noire c7 · Dame noire sur case noire e7 · Fou noir sur case blanche f7 · Pion noir sur case noire g7 · Pion noir sur case blanche h7 · Pion noir sur case blanche b5 · Pion noir sur case blanche d5 · Cavalier noir sur case noire b4 · Pion blanc sur case noire d4 · Cavalier noir sur case blanche e4 · Cavalier blanc sur case noire f4 · Pion noir sur case noire a3 · Pion blanc sur case blanche b3 · Fou blanc sur case noire e3 · Pion blanc sur case blanche a2 · Pion blanc sur case noire f2 · Pion blanc sur case blanche g2 · Pion blanc sur case noire h2 · Tour blanche sur case noire a1 · Fou blanc sur case blanche b1 · Dame blanche sur case noire c1 · Tour blanche sur case blanche f1 · Roi blanc sur case noire g1 | Tour noire sur case blanche a8 · Tour noire sur case blanche e8 · Roi noir sur case blanche g8 · Pion noir sur case noire c7 · Dame noire sur case noire e7 · Fou noir sur case blanche f7 · Pion noir sur case noire g7 · Pion noir sur case blanche h7 · Pion noir sur case blanche b5 · Pion noir sur case blanche d5 · Cavalier noir sur case noire b4 · Pion blanc sur case noire d4 · Cavalier noir sur case blanche e4 · Cavalier blanc sur case noire f4 · Pion noir sur case noire a3 · Pion blanc sur case blanche b3 · Fou blanc sur case noire e3 · Pion blanc sur case blanche a2 · Pion blanc sur case noire f2 · Pion blanc sur case blanche g2 · Pion blanc sur case noire h2 · Tour blanche sur case noire a1 · Fou blanc sur case blanche b1 · Dame blanche sur case noire c1 · Tour blanche sur case blanche f1 · Roi blanc sur case noire g1 | Tour noire sur case blanche a8 · Tour noire sur case blanche e8 · Roi noir sur case blanche g8 · Pion noir sur case noire c7 · Dame noire sur case noire e7 · Fou noir sur case blanche f7 · Pion noir sur case noire g7 · Pion noir sur case blanche h7 · Pion noir sur case blanche b5 · Pion noir sur case blanche d5 · Cavalier noir sur case noire b4 · Pion blanc sur case noire d4 · Cavalier noir sur case blanche e4 · Cavalier blanc sur case noire f4 · Pion noir sur case noire a3 · Pion blanc sur case blanche b3 · Fou blanc sur case noire e3 · Pion blanc sur case blanche a2 · Pion blanc sur case noire f2 · Pion blanc sur case blanche g2 · Pion blanc sur case noire h2 · Tour blanche sur case noire a1 · Fou blanc sur case blanche b1 · Dame blanche sur case noire c1 · Tour blanche sur case blanche f1 · Roi blanc sur case noire g1 | Tour noire sur case blanche a8 · Tour noire sur case blanche e8 · Roi noir sur case blanche g8 · Pion noir sur case noire c7 · Dame noire sur case noire e7 · Fou noir sur case blanche f7 · Pion noir sur case noire g7 · Pion noir sur case blanche h7 · Pion noir sur case blanche b5 · Pion noir sur case blanche d5 · Cavalier noir sur case noire b4 · Pion blanc sur case noire d4 · Cavalier noir sur case blanche e4 · Cavalier blanc sur case noire f4 · Pion noir sur case noire a3 · Pion blanc sur case blanche b3 · Fou blanc sur case noire e3 · Pion blanc sur case blanche a2 · Pion blanc sur case noire f2 · Pion blanc sur case blanche g2 · Pion blanc sur case noire h2 · Tour blanche sur case noire a1 · Fou blanc sur case blanche b1 · Dame blanche sur case noire c1 · Tour blanche sur case blanche f1 · Roi blanc sur case noire g1 | Tour noire sur case blanche a8 · Tour noire sur case blanche e8 · Roi noir sur case blanche g8 · Pion noir sur case noire c7 · Dame noire sur case noire e7 · Fou noir sur case blanche f7 · Pion noir sur case noire g7 · Pion noir sur case blanche h7 · Pion noir sur case blanche b5 · Pion noir sur case blanche d5 · Cavalier noir sur case noire b4 · Pion blanc sur case noire d4 · Cavalier noir sur case blanche e4 · Cavalier blanc sur case noire f4 · Pion noir sur case noire a3 · Pion blanc sur case blanche b3 · Fou blanc sur case noire e3 · Pion blanc sur case blanche a2 · Pion blanc sur case noire f2 · Pion blanc sur case blanche g2 · Pion blanc sur case noire h2 · Tour blanche sur case noire a1 · Fou blanc sur case blanche b1 · Dame blanche sur case noire c1 · Tour blanche sur case blanche f1 · Roi blanc sur case noire g1 | Tour noire sur case blanche a8 · Tour noire sur case blanche e8 · Roi noir sur case blanche g8 · Pion noir sur case noire c7 · Dame noire sur case noire e7 · Fou noir sur case blanche f7 · Pion noir sur case noire g7 · Pion noir sur case blanche h7 · Pion noir sur case blanche b5 · Pion noir sur case blanche d5 · Cavalier noir sur case noire b4 · Pion blanc sur case noire d4 · Cavalier noir sur case blanche e4 · Cavalier blanc sur case noire f4 · Pion noir sur case noire a3 · Pion blanc sur case blanche b3 · Fou blanc sur case noire e3 · Pion blanc sur case blanche a2 · Pion blanc sur case noire f2 · Pion blanc sur case blanche g2 · Pion blanc sur case noire h2 · Tour blanche sur case noire a1 · Fou blanc sur case blanche b1 · Dame blanche sur case noire c1 · Tour blanche sur case blanche f1 · Roi blanc sur case noire g1 | Tour noire sur case blanche a8 · Tour noire sur case blanche e8 · Roi noir sur case blanche g8 · Pion noir sur case noire c7 · Dame noire sur case noire e7 · Fou noir sur case blanche f7 · Pion noir sur case noire g7 · Pion noir sur case blanche h7 · Pion noir sur case blanche b5 · Pion noir sur case blanche d5 · Cavalier noir sur case noire b4 · Pion blanc sur case noire d4 · Cavalier noir sur case blanche e4 · Cavalier blanc sur case noire f4 · Pion noir sur case noire a3 · Pion blanc sur case blanche b3 · Fou blanc sur case noire e3 · Pion blanc sur case blanche a2 · Pion blanc sur case noire f2 · Pion blanc sur case blanche g2 · Pion blanc sur case noire h2 · Tour blanche sur case noire a1 · Fou blanc sur case blanche b1 · Dame blanche sur case noire c1 · Tour blanche sur case blanche f1 · Roi blanc sur case noire g1 | Tour noire sur case blanche a8 · Tour noire sur case blanche e8 · Roi noir sur case blanche g8 · Pion noir sur case noire c7 · Dame noire sur case noire e7 · Fou noir sur case blanche f7 · Pion noir sur case noire g7 · Pion noir sur case blanche h7 · Pion noir sur case blanche b5 · Pion noir sur case blanche d5 · Cavalier noir sur case noire b4 · Pion blanc sur case noire d4 · Cavalier noir sur case blanche e4 · Cavalier blanc sur case noire f4 · Pion noir sur case noire a3 · Pion blanc sur case blanche b3 · Fou blanc sur case noire e3 · Pion blanc sur case blanche a2 · Pion blanc sur case noire f2 · Pion blanc sur case blanche g2 · Pion blanc sur case noire h2 · Tour blanche sur case noire a1 · Fou blanc sur case blanche b1 · Dame blanche sur case noire c1 · Tour blanche sur case blanche f1 · Roi blanc sur case noire g1 | 4 |
| 3 | Tour noire sur case blanche a8 · Tour noire sur case blanche e8 · Roi noir sur case blanche g8 · Pion noir sur case noire c7 · Dame noire sur case noire e7 · Fou noir sur case blanche f7 · Pion noir sur case noire g7 · Pion noir sur case blanche h7 · Pion noir sur case blanche b5 · Pion noir sur case blanche d5 · Cavalier noir sur case noire b4 · Pion blanc sur case noire d4 · Cavalier noir sur case blanche e4 · Cavalier blanc sur case noire f4 · Pion noir sur case noire a3 · Pion blanc sur case blanche b3 · Fou blanc sur case noire e3 · Pion blanc sur case blanche a2 · Pion blanc sur case noire f2 · Pion blanc sur case blanche g2 · Pion blanc sur case noire h2 · Tour blanche sur case noire a1 · Fou blanc sur case blanche b1 · Dame blanche sur case noire c1 · Tour blanche sur case blanche f1 · Roi blanc sur case noire g1 | Tour noire sur case blanche a8 · Tour noire sur case blanche e8 · Roi noir sur case blanche g8 · Pion noir sur case noire c7 · Dame noire sur case noire e7 · Fou noir sur case blanche f7 · Pion noir sur case noire g7 · Pion noir sur case blanche h7 · Pion noir sur case blanche b5 · Pion noir sur case blanche d5 · Cavalier noir sur case noire b4 · Pion blanc sur case noire d4 · Cavalier noir sur case blanche e4 · Cavalier blanc sur case noire f4 · Pion noir sur case noire a3 · Pion blanc sur case blanche b3 · Fou blanc sur case noire e3 · Pion blanc sur case blanche a2 · Pion blanc sur case noire f2 · Pion blanc sur case blanche g2 · Pion blanc sur case noire h2 · Tour blanche sur case noire a1 · Fou blanc sur case blanche b1 · Dame blanche sur case noire c1 · Tour blanche sur case blanche f1 · Roi blanc sur case noire g1 | Tour noire sur case blanche a8 · Tour noire sur case blanche e8 · Roi noir sur case blanche g8 · Pion noir sur case noire c7 · Dame noire sur case noire e7 · Fou noir sur case blanche f7 · Pion noir sur case noire g7 · Pion noir sur case blanche h7 · Pion noir sur case blanche b5 · Pion noir sur case blanche d5 · Cavalier noir sur case noire b4 · Pion blanc sur case noire d4 · Cavalier noir sur case blanche e4 · Cavalier blanc sur case noire f4 · Pion noir sur case noire a3 · Pion blanc sur case blanche b3 · Fou blanc sur case noire e3 · Pion blanc sur case blanche a2 · Pion blanc sur case noire f2 · Pion blanc sur case blanche g2 · Pion blanc sur case noire h2 · Tour blanche sur case noire a1 · Fou blanc sur case blanche b1 · Dame blanche sur case noire c1 · Tour blanche sur case blanche f1 · Roi blanc sur case noire g1 | Tour noire sur case blanche a8 · Tour noire sur case blanche e8 · Roi noir sur case blanche g8 · Pion noir sur case noire c7 · Dame noire sur case noire e7 · Fou noir sur case blanche f7 · Pion noir sur case noire g7 · Pion noir sur case blanche h7 · Pion noir sur case blanche b5 · Pion noir sur case blanche d5 · Cavalier noir sur case noire b4 · Pion blanc sur case noire d4 · Cavalier noir sur case blanche e4 · Cavalier blanc sur case noire f4 · Pion noir sur case noire a3 · Pion blanc sur case blanche b3 · Fou blanc sur case noire e3 · Pion blanc sur case blanche a2 · Pion blanc sur case noire f2 · Pion blanc sur case blanche g2 · Pion blanc sur case noire h2 · Tour blanche sur case noire a1 · Fou blanc sur case blanche b1 · Dame blanche sur case noire c1 · Tour blanche sur case blanche f1 · Roi blanc sur case noire g1 | Tour noire sur case blanche a8 · Tour noire sur case blanche e8 · Roi noir sur case blanche g8 · Pion noir sur case noire c7 · Dame noire sur case noire e7 · Fou noir sur case blanche f7 · Pion noir sur case noire g7 · Pion noir sur case blanche h7 · Pion noir sur case blanche b5 · Pion noir sur case blanche d5 · Cavalier noir sur case noire b4 · Pion blanc sur case noire d4 · Cavalier noir sur case blanche e4 · Cavalier blanc sur case noire f4 · Pion noir sur case noire a3 · Pion blanc sur case blanche b3 · Fou blanc sur case noire e3 · Pion blanc sur case blanche a2 · Pion blanc sur case noire f2 · Pion blanc sur case blanche g2 · Pion blanc sur case noire h2 · Tour blanche sur case noire a1 · Fou blanc sur case blanche b1 · Dame blanche sur case noire c1 · Tour blanche sur case blanche f1 · Roi blanc sur case noire g1 | Tour noire sur case blanche a8 · Tour noire sur case blanche e8 · Roi noir sur case blanche g8 · Pion noir sur case noire c7 · Dame noire sur case noire e7 · Fou noir sur case blanche f7 · Pion noir sur case noire g7 · Pion noir sur case blanche h7 · Pion noir sur case blanche b5 · Pion noir sur case blanche d5 · Cavalier noir sur case noire b4 · Pion blanc sur case noire d4 · Cavalier noir sur case blanche e4 · Cavalier blanc sur case noire f4 · Pion noir sur case noire a3 · Pion blanc sur case blanche b3 · Fou blanc sur case noire e3 · Pion blanc sur case blanche a2 · Pion blanc sur case noire f2 · Pion blanc sur case blanche g2 · Pion blanc sur case noire h2 · Tour blanche sur case noire a1 · Fou blanc sur case blanche b1 · Dame blanche sur case noire c1 · Tour blanche sur case blanche f1 · Roi blanc sur case noire g1 | Tour noire sur case blanche a8 · Tour noire sur case blanche e8 · Roi noir sur case blanche g8 · Pion noir sur case noire c7 · Dame noire sur case noire e7 · Fou noir sur case blanche f7 · Pion noir sur case noire g7 · Pion noir sur case blanche h7 · Pion noir sur case blanche b5 · Pion noir sur case blanche d5 · Cavalier noir sur case noire b4 · Pion blanc sur case noire d4 · Cavalier noir sur case blanche e4 · Cavalier blanc sur case noire f4 · Pion noir sur case noire a3 · Pion blanc sur case blanche b3 · Fou blanc sur case noire e3 · Pion blanc sur case blanche a2 · Pion blanc sur case noire f2 · Pion blanc sur case blanche g2 · Pion blanc sur case noire h2 · Tour blanche sur case noire a1 · Fou blanc sur case blanche b1 · Dame blanche sur case noire c1 · Tour blanche sur case blanche f1 · Roi blanc sur case noire g1 | Tour noire sur case blanche a8 · Tour noire sur case blanche e8 · Roi noir sur case blanche g8 · Pion noir sur case noire c7 · Dame noire sur case noire e7 · Fou noir sur case blanche f7 · Pion noir sur case noire g7 · Pion noir sur case blanche h7 · Pion noir sur case blanche b5 · Pion noir sur case blanche d5 · Cavalier noir sur case noire b4 · Pion blanc sur case noire d4 · Cavalier noir sur case blanche e4 · Cavalier blanc sur case noire f4 · Pion noir sur case noire a3 · Pion blanc sur case blanche b3 · Fou blanc sur case noire e3 · Pion blanc sur case blanche a2 · Pion blanc sur case noire f2 · Pion blanc sur case blanche g2 · Pion blanc sur case noire h2 · Tour blanche sur case noire a1 · Fou blanc sur case blanche b1 · Dame blanche sur case noire c1 · Tour blanche sur case blanche f1 · Roi blanc sur case noire g1 | 3 |
| 2 | Tour noire sur case blanche a8 · Tour noire sur case blanche e8 · Roi noir sur case blanche g8 · Pion noir sur case noire c7 · Dame noire sur case noire e7 · Fou noir sur case blanche f7 · Pion noir sur case noire g7 · Pion noir sur case blanche h7 · Pion noir sur case blanche b5 · Pion noir sur case blanche d5 · Cavalier noir sur case noire b4 · Pion blanc sur case noire d4 · Cavalier noir sur case blanche e4 · Cavalier blanc sur case noire f4 · Pion noir sur case noire a3 · Pion blanc sur case blanche b3 · Fou blanc sur case noire e3 · Pion blanc sur case blanche a2 · Pion blanc sur case noire f2 · Pion blanc sur case blanche g2 · Pion blanc sur case noire h2 · Tour blanche sur case noire a1 · Fou blanc sur case blanche b1 · Dame blanche sur case noire c1 · Tour blanche sur case blanche f1 · Roi blanc sur case noire g1 | Tour noire sur case blanche a8 · Tour noire sur case blanche e8 · Roi noir sur case blanche g8 · Pion noir sur case noire c7 · Dame noire sur case noire e7 · Fou noir sur case blanche f7 · Pion noir sur case noire g7 · Pion noir sur case blanche h7 · Pion noir sur case blanche b5 · Pion noir sur case blanche d5 · Cavalier noir sur case noire b4 · Pion blanc sur case noire d4 · Cavalier noir sur case blanche e4 · Cavalier blanc sur case noire f4 · Pion noir sur case noire a3 · Pion blanc sur case blanche b3 · Fou blanc sur case noire e3 · Pion blanc sur case blanche a2 · Pion blanc sur case noire f2 · Pion blanc sur case blanche g2 · Pion blanc sur case noire h2 · Tour blanche sur case noire a1 · Fou blanc sur case blanche b1 · Dame blanche sur case noire c1 · Tour blanche sur case blanche f1 · Roi blanc sur case noire g1 | Tour noire sur case blanche a8 · Tour noire sur case blanche e8 · Roi noir sur case blanche g8 · Pion noir sur case noire c7 · Dame noire sur case noire e7 · Fou noir sur case blanche f7 · Pion noir sur case noire g7 · Pion noir sur case blanche h7 · Pion noir sur case blanche b5 · Pion noir sur case blanche d5 · Cavalier noir sur case noire b4 · Pion blanc sur case noire d4 · Cavalier noir sur case blanche e4 · Cavalier blanc sur case noire f4 · Pion noir sur case noire a3 · Pion blanc sur case blanche b3 · Fou blanc sur case noire e3 · Pion blanc sur case blanche a2 · Pion blanc sur case noire f2 · Pion blanc sur case blanche g2 · Pion blanc sur case noire h2 · Tour blanche sur case noire a1 · Fou blanc sur case blanche b1 · Dame blanche sur case noire c1 · Tour blanche sur case blanche f1 · Roi blanc sur case noire g1 | Tour noire sur case blanche a8 · Tour noire sur case blanche e8 · Roi noir sur case blanche g8 · Pion noir sur case noire c7 · Dame noire sur case noire e7 · Fou noir sur case blanche f7 · Pion noir sur case noire g7 · Pion noir sur case blanche h7 · Pion noir sur case blanche b5 · Pion noir sur case blanche d5 · Cavalier noir sur case noire b4 · Pion blanc sur case noire d4 · Cavalier noir sur case blanche e4 · Cavalier blanc sur case noire f4 · Pion noir sur case noire a3 · Pion blanc sur case blanche b3 · Fou blanc sur case noire e3 · Pion blanc sur case blanche a2 · Pion blanc sur case noire f2 · Pion blanc sur case blanche g2 · Pion blanc sur case noire h2 · Tour blanche sur case noire a1 · Fou blanc sur case blanche b1 · Dame blanche sur case noire c1 · Tour blanche sur case blanche f1 · Roi blanc sur case noire g1 | Tour noire sur case blanche a8 · Tour noire sur case blanche e8 · Roi noir sur case blanche g8 · Pion noir sur case noire c7 · Dame noire sur case noire e7 · Fou noir sur case blanche f7 · Pion noir sur case noire g7 · Pion noir sur case blanche h7 · Pion noir sur case blanche b5 · Pion noir sur case blanche d5 · Cavalier noir sur case noire b4 · Pion blanc sur case noire d4 · Cavalier noir sur case blanche e4 · Cavalier blanc sur case noire f4 · Pion noir sur case noire a3 · Pion blanc sur case blanche b3 · Fou blanc sur case noire e3 · Pion blanc sur case blanche a2 · Pion blanc sur case noire f2 · Pion blanc sur case blanche g2 · Pion blanc sur case noire h2 · Tour blanche sur case noire a1 · Fou blanc sur case blanche b1 · Dame blanche sur case noire c1 · Tour blanche sur case blanche f1 · Roi blanc sur case noire g1 | Tour noire sur case blanche a8 · Tour noire sur case blanche e8 · Roi noir sur case blanche g8 · Pion noir sur case noire c7 · Dame noire sur case noire e7 · Fou noir sur case blanche f7 · Pion noir sur case noire g7 · Pion noir sur case blanche h7 · Pion noir sur case blanche b5 · Pion noir sur case blanche d5 · Cavalier noir sur case noire b4 · Pion blanc sur case noire d4 · Cavalier noir sur case blanche e4 · Cavalier blanc sur case noire f4 · Pion noir sur case noire a3 · Pion blanc sur case blanche b3 · Fou blanc sur case noire e3 · Pion blanc sur case blanche a2 · Pion blanc sur case noire f2 · Pion blanc sur case blanche g2 · Pion blanc sur case noire h2 · Tour blanche sur case noire a1 · Fou blanc sur case blanche b1 · Dame blanche sur case noire c1 · Tour blanche sur case blanche f1 · Roi blanc sur case noire g1 | Tour noire sur case blanche a8 · Tour noire sur case blanche e8 · Roi noir sur case blanche g8 · Pion noir sur case noire c7 · Dame noire sur case noire e7 · Fou noir sur case blanche f7 · Pion noir sur case noire g7 · Pion noir sur case blanche h7 · Pion noir sur case blanche b5 · Pion noir sur case blanche d5 · Cavalier noir sur case noire b4 · Pion blanc sur case noire d4 · Cavalier noir sur case blanche e4 · Cavalier blanc sur case noire f4 · Pion noir sur case noire a3 · Pion blanc sur case blanche b3 · Fou blanc sur case noire e3 · Pion blanc sur case blanche a2 · Pion blanc sur case noire f2 · Pion blanc sur case blanche g2 · Pion blanc sur case noire h2 · Tour blanche sur case noire a1 · Fou blanc sur case blanche b1 · Dame blanche sur case noire c1 · Tour blanche sur case blanche f1 · Roi blanc sur case noire g1 | Tour noire sur case blanche a8 · Tour noire sur case blanche e8 · Roi noir sur case blanche g8 · Pion noir sur case noire c7 · Dame noire sur case noire e7 · Fou noir sur case blanche f7 · Pion noir sur case noire g7 · Pion noir sur case blanche h7 · Pion noir sur case blanche b5 · Pion noir sur case blanche d5 · Cavalier noir sur case noire b4 · Pion blanc sur case noire d4 · Cavalier noir sur case blanche e4 · Cavalier blanc sur case noire f4 · Pion noir sur case noire a3 · Pion blanc sur case blanche b3 · Fou blanc sur case noire e3 · Pion blanc sur case blanche a2 · Pion blanc sur case noire f2 · Pion blanc sur case blanche g2 · Pion blanc sur case noire h2 · Tour blanche sur case noire a1 · Fou blanc sur case blanche b1 · Dame blanche sur case noire c1 · Tour blanche sur case blanche f1 · Roi blanc sur case noire g1 | 2 |
| 1 | Tour noire sur case blanche a8 · Tour noire sur case blanche e8 · Roi noir sur case blanche g8 · Pion noir sur case noire c7 · Dame noire sur case noire e7 · Fou noir sur case blanche f7 · Pion noir sur case noire g7 · Pion noir sur case blanche h7 · Pion noir sur case blanche b5 · Pion noir sur case blanche d5 · Cavalier noir sur case noire b4 · Pion blanc sur case noire d4 · Cavalier noir sur case blanche e4 · Cavalier blanc sur case noire f4 · Pion noir sur case noire a3 · Pion blanc sur case blanche b3 · Fou blanc sur case noire e3 · Pion blanc sur case blanche a2 · Pion blanc sur case noire f2 · Pion blanc sur case blanche g2 · Pion blanc sur case noire h2 · Tour blanche sur case noire a1 · Fou blanc sur case blanche b1 · Dame blanche sur case noire c1 · Tour blanche sur case blanche f1 · Roi blanc sur case noire g1 | Tour noire sur case blanche a8 · Tour noire sur case blanche e8 · Roi noir sur case blanche g8 · Pion noir sur case noire c7 · Dame noire sur case noire e7 · Fou noir sur case blanche f7 · Pion noir sur case noire g7 · Pion noir sur case blanche h7 · Pion noir sur case blanche b5 · Pion noir sur case blanche d5 · Cavalier noir sur case noire b4 · Pion blanc sur case noire d4 · Cavalier noir sur case blanche e4 · Cavalier blanc sur case noire f4 · Pion noir sur case noire a3 · Pion blanc sur case blanche b3 · Fou blanc sur case noire e3 · Pion blanc sur case blanche a2 · Pion blanc sur case noire f2 · Pion blanc sur case blanche g2 · Pion blanc sur case noire h2 · Tour blanche sur case noire a1 · Fou blanc sur case blanche b1 · Dame blanche sur case noire c1 · Tour blanche sur case blanche f1 · Roi blanc sur case noire g1 | Tour noire sur case blanche a8 · Tour noire sur case blanche e8 · Roi noir sur case blanche g8 · Pion noir sur case noire c7 · Dame noire sur case noire e7 · Fou noir sur case blanche f7 · Pion noir sur case noire g7 · Pion noir sur case blanche h7 · Pion noir sur case blanche b5 · Pion noir sur case blanche d5 · Cavalier noir sur case noire b4 · Pion blanc sur case noire d4 · Cavalier noir sur case blanche e4 · Cavalier blanc sur case noire f4 · Pion noir sur case noire a3 · Pion blanc sur case blanche b3 · Fou blanc sur case noire e3 · Pion blanc sur case blanche a2 · Pion blanc sur case noire f2 · Pion blanc sur case blanche g2 · Pion blanc sur case noire h2 · Tour blanche sur case noire a1 · Fou blanc sur case blanche b1 · Dame blanche sur case noire c1 · Tour blanche sur case blanche f1 · Roi blanc sur case noire g1 | Tour noire sur case blanche a8 · Tour noire sur case blanche e8 · Roi noir sur case blanche g8 · Pion noir sur case noire c7 · Dame noire sur case noire e7 · Fou noir sur case blanche f7 · Pion noir sur case noire g7 · Pion noir sur case blanche h7 · Pion noir sur case blanche b5 · Pion noir sur case blanche d5 · Cavalier noir sur case noire b4 · Pion blanc sur case noire d4 · Cavalier noir sur case blanche e4 · Cavalier blanc sur case noire f4 · Pion noir sur case noire a3 · Pion blanc sur case blanche b3 · Fou blanc sur case noire e3 · Pion blanc sur case blanche a2 · Pion blanc sur case noire f2 · Pion blanc sur case blanche g2 · Pion blanc sur case noire h2 · Tour blanche sur case noire a1 · Fou blanc sur case blanche b1 · Dame blanche sur case noire c1 · Tour blanche sur case blanche f1 · Roi blanc sur case noire g1 | Tour noire sur case blanche a8 · Tour noire sur case blanche e8 · Roi noir sur case blanche g8 · Pion noir sur case noire c7 · Dame noire sur case noire e7 · Fou noir sur case blanche f7 · Pion noir sur case noire g7 · Pion noir sur case blanche h7 · Pion noir sur case blanche b5 · Pion noir sur case blanche d5 · Cavalier noir sur case noire b4 · Pion blanc sur case noire d4 · Cavalier noir sur case blanche e4 · Cavalier blanc sur case noire f4 · Pion noir sur case noire a3 · Pion blanc sur case blanche b3 · Fou blanc sur case noire e3 · Pion blanc sur case blanche a2 · Pion blanc sur case noire f2 · Pion blanc sur case blanche g2 · Pion blanc sur case noire h2 · Tour blanche sur case noire a1 · Fou blanc sur case blanche b1 · Dame blanche sur case noire c1 · Tour blanche sur case blanche f1 · Roi blanc sur case noire g1 | Tour noire sur case blanche a8 · Tour noire sur case blanche e8 · Roi noir sur case blanche g8 · Pion noir sur case noire c7 · Dame noire sur case noire e7 · Fou noir sur case blanche f7 · Pion noir sur case noire g7 · Pion noir sur case blanche h7 · Pion noir sur case blanche b5 · Pion noir sur case blanche d5 · Cavalier noir sur case noire b4 · Pion blanc sur case noire d4 · Cavalier noir sur case blanche e4 · Cavalier blanc sur case noire f4 · Pion noir sur case noire a3 · Pion blanc sur case blanche b3 · Fou blanc sur case noire e3 · Pion blanc sur case blanche a2 · Pion blanc sur case noire f2 · Pion blanc sur case blanche g2 · Pion blanc sur case noire h2 · Tour blanche sur case noire a1 · Fou blanc sur case blanche b1 · Dame blanche sur case noire c1 · Tour blanche sur case blanche f1 · Roi blanc sur case noire g1 | Tour noire sur case blanche a8 · Tour noire sur case blanche e8 · Roi noir sur case blanche g8 · Pion noir sur case noire c7 · Dame noire sur case noire e7 · Fou noir sur case blanche f7 · Pion noir sur case noire g7 · Pion noir sur case blanche h7 · Pion noir sur case blanche b5 · Pion noir sur case blanche d5 · Cavalier noir sur case noire b4 · Pion blanc sur case noire d4 · Cavalier noir sur case blanche e4 · Cavalier blanc sur case noire f4 · Pion noir sur case noire a3 · Pion blanc sur case blanche b3 · Fou blanc sur case noire e3 · Pion blanc sur case blanche a2 · Pion blanc sur case noire f2 · Pion blanc sur case blanche g2 · Pion blanc sur case noire h2 · Tour blanche sur case noire a1 · Fou blanc sur case blanche b1 · Dame blanche sur case noire c1 · Tour blanche sur case blanche f1 · Roi blanc sur case noire g1 | Tour noire sur case blanche a8 · Tour noire sur case blanche e8 · Roi noir sur case blanche g8 · Pion noir sur case noire c7 · Dame noire sur case noire e7 · Fou noir sur case blanche f7 · Pion noir sur case noire g7 · Pion noir sur case blanche h7 · Pion noir sur case blanche b5 · Pion noir sur case blanche d5 · Cavalier noir sur case noire b4 · Pion blanc sur case noire d4 · Cavalier noir sur case blanche e4 · Cavalier blanc sur case noire f4 · Pion noir sur case noire a3 · Pion blanc sur case blanche b3 · Fou blanc sur case noire e3 · Pion blanc sur case blanche a2 · Pion blanc sur case noire f2 · Pion blanc sur case blanche g2 · Pion blanc sur case noire h2 · Tour blanche sur case noire a1 · Fou blanc sur case blanche b1 · Dame blanche sur case noire c1 · Tour blanche sur case blanche f1 · Roi blanc sur case noire g1 | 1 |
|   | a | b | c | d | e | f | g | h |   |

24.dxc5 Df6 25.Fxe4 Txe4 26.Ce2 d4 27.Cg3 Tee8 28.Dd2 Cc6 29.Fg5 De5 30.Tac1 d3 31.Tfd1 Fg6 32.Fe3 Te6 33.Ff4 Df6 34.Te1 Tae8 35.Txe6 Txe6 36.Tb1 h5 37.h3 h4 38.Fg5 Dd4 39.Fe3 Dd5 40.Cf1 Fe4 41.Ff4 Fxg2  0-1
Au 23e coup, Kortchnoï sacrifia un pion en échange de l’initiative qu’il conserva jusqu’à la fin. Au 40e coup, Karpov, pris par le temps, laissa passer une opportunité d’avoir au moins la nulle et abandonna.
Partie 7

Blancs : Kortchnoï, Viktor

Noirs : Karpov, Anatoly

Gambit dame refusé

Résultat : ½-½
 
1.c4 e6 2.Cc3 d5 3.d4 Fe7 4.Cf3 Cf6 5.Fg5 h6 6.Fh4 O-O 7.Tc1 b6 8.cxd5 Cxd5 9.Cxd5 exd5 10.Fxe7 Dxe7 11.g3 Fa6 12.e3 c5 13.dxc5 Fb7 14.Fg2 bxc5 15.O-O Cd7 16.Db3 Tfb8 17.Da3 De6 18.Tfd1 a5 19.Ce1 a4 20.Cd3 d4 21.Fxb7 Txb7 22.exd4 cxd4 23.Te1 Dd5 24.Tc2 Cf8 25.Cf4 Da5 26.Tce2 Db5 27.Df3 Tab8 28.h4 Df5 29.Te5 Df6 30.Dd5 Txb2 31.Tf5  ½-½
Partie intéressante, malgré sa brièveté. Karpov au 13e coup introduisit une nouveauté théorique. Kortchnoï avait un léger avantage, mais devait jouer les 10 prochains coups en 11 minutes. Il proposa la nulle, que son adversaire accepta.
Partie 8

Blancs : Karpov, Anatoly

Noirs : Kortchnoï, Viktor

Giuoco Piano

Résultat : ½-½

1.e4 e5 2.Cf3 Cc6 3.Fc4 Fc5 4.c3 Cf6 5.d3 d6 6.Cbd2 a6 7.O-O O-O 8.Fb3 Fa7 9.h3 Fe6 10.Fc2 d5 11.Te1 dxe4 12.dxe4 Ch5 13.Cf1 Dxd1 14.Txd1 Tad8 15.Fe3 f6 16.Fxa7 Cxa7 17.Ce3 Cf4 18.h4 Ff7 19.Ce1 Cc8 20.f3 Ce6 21.Cd3 Td7 22.Fb3 Ce7 23.Cd5 Cc6 24.Fa4 b5 25.Fc2 Tfd8 26.a4 Rf8 27.g3 Td6 28.b4 Ce7 29.Ce3 Tc6 30.Ta3 Cc8 31.axb5 axb5 32.Rf2 Cb6 33.Cb2 Txd1 34.Fxd1 Td6 35.Fe2 Fe8 36.Ta5 Td8 37.Re1 c6 38.Ta6 Tb8 39.Fd1 Cc8 40.Cd3 Cc7 41.Ta5 Ta8 42.f4 exf4 43.gxf4 Cb6 44.Ff3 Td8 45.Fe2 Ca4 46.Ta7 Td7 47.Rd2 Ce6 48.Txd7 Fxd7 49.Fg4 g6 50.f5 gxf5 51.Fxf5 Rg7 52.e5 Cf8 53.Fxd7 Cxd7 54.e6 Cdb6 55.Cf4 Rf8 56.Rd3 Cc8 57.Cg4 Re7 58.Ch6 Rd6 59.Rd4 Ce7 60.Cf7+ Rc7 61.Ch5 c5+ 62.bxc5 Cc6+ 63.Re3 Cxc5 64.Cxf6 Cxe6 65.h5 Cf8 66.Re4 Rb6 67.Cg5 h6 68.Cf7 Ce6 69.Ce8 Cc5+ 70.Re3 Ca4 71.Rd2 b4 72.cxb4 Cxb4 73.Cxh6 Cc5 74.Cf5 Cd5 75.h6 Ce4+ 76.Rd3 Cg5 77.Rd4 Rc6 78.Cfg7 Ce7 79.Cf6 Cg6 80.Cf5 Cf7 81.h7 Cg5 82.Ce7+ Rb7 83.Cxg6 Cxh7 84.Cxh7  ½-½
Karpov ayant perdu la 6e partie avec une ouverture espagnole décida de jouer une partie italienne. Cette ouverture n’avait pas été jouée depuis 40 ans à ce niveau de compétition. Karpov ne l’avait d’ailleurs jamais jouée. Il introduisit une nouveauté. Kortchnoï utilisa beaucoup de temps sur cette ouverture qui ne faisait pas partie de sa préparation. Pressé, il dut jouer 10 coups en 2 minutes, mais cependant il ne commit aucune fautes, bien que Karpov disposait de plus d’espace sur l’échiquier. Par 3 fois, il faillit perdre en zeitnot, mais résista à la surprise même de ses proches. Quand Karpov en finale au cours d’une longue chevauchée, réussit à capturer un pion, Kortchnoï ne céda pas et après 10 heures de combat, c’est le champion du monde qui proposa la nulle. 
Partie 9

Blancs : Kortchnoï, Viktor

Noirs : Karpov, Anatoly

Gambit dame refusé

Résultat : 0-1

1.c4 e6 2.Cc3 d5 3.d4 Fe7 4.Cf3 Cf6 5.Fg5 h6 6.Fh4 O-O 7.Tc1 dxc4 8.e3 c5 9.Fxc4 cxd4 10.exd4 Cc6 11.O-O Ch5 12.Fxe7 Cxe7 13.Fb3 Cf6 14.Ce5 Fd7 15.De2 Tc8 16.Ce4 Cxe4 17.Dxe4 Fc6 18.Cxc6 Txc6 19.Tc3 Dd6 20.g3 Td8 21.Td1 Tb6 22.De1 Dd7 23.Tcd3 Td6 24.De4 Dc6 25.Df4 Cd5 26.Dd2 Db6 27.Fxd5 Txd5 28.Tb3 Dc6 29.Dc3 Dd7 30.f4 b6 31.Tb4 b5 32.a4 bxa4 33.Da3 a5 34.Txa4 Db5 35.Td2 e5 36.fxe5 Txe5 37.Da1 De8 38.dxe5 Txd2 39.Txa5 Dc6 40.Ta8+ Rh7 41.Db1+ g6 42.Df1 Dc5+ 43.Rh1 Dd5+  0-1
Les deux adversaires s’étaient ignorés depuis le début du match. Ils n’avaient échangé aucune poignée de main comme il est de coutume de le faire avant le début de chaque partie. Le 7e coup de Karpov plonge son adversaire dans une intense réflexion. Kortchnoï agacé par l’air réjoui du champion du monde, s’adresse à lui pour la première fois : « Si vous continuez à sourire pendant que je réfléchis, je vais vous traiter de fasciste ». Sur quoi, Karpov répondit « Vous pouvez m’appeler de tous les noms que vous voudrez ». 
Partie 10

Blancs : Karpov, Anatoly

Noirs : Kortchnoï, Viktor

Giuoco Piano

Résultat : ½-½

1.e4 e5 2.Cf3 Cc6 3.Fc4 Fc5 4.c3 Cf6 5.d3 a6 6.O-O d6 7.Te1 Fa7 8.Fb3 O-O 9.Cbd2 Fe6 10.Cf1 Fxb3 11.Dxb3 Dc8 12.Cg3 Te8 13.h3 Tb8 14.Fe3 De6 15.Dxe6 fxe6 16.Tac1 Fxe3 17.Txe3 Tbd8 18.d4 Td7 19.Rf1 Rf8 20.Td1 h6 21.dxe5 Cxe5 22.Cxe5 dxe5 23.Txd7 Cxd7 24.Re2 Re7 25.Cf1 b5 26.Cd2 c5 27.Tg3 Tg8 28.b3 Cb8 29.a4 Cc6 30.axb5 axb5 31.h4 Rf7 32.Tf3+  ½-½
Les 13e et 14e coups simplifient la position pour amener rapidement à la nulle.
Partie 11

Blancs : Kortchnoï, Viktor

Noirs : Karpov, Anatoly

Gambit dame refusé

Résultat : ½-½

1.c4 e6 2.Cc3 d5 3.d4 Fe7 4.Cf3 Cf6 5.Ff4 O-O 6.e3 c5 7.dxc5 Fxc5 8.Dc2 Cc6 9.Td1 Da5 10.a3 Fe7 11.Cd2 e5 12.Fg5 d4 13.Cb3 Dd8 14.Fe2 a5 15.exd4 a4 16.Cxa4 Cxd4 17.Cxd4 exd4 18.b3 Da5+ 19.Dd2 Fxa3 20.Dxa5 Txa5 21.Fxf6 Fb4+ 22.Rf1 gxf6 23.Txd4 Te5 24.g4 b5 25.cxb5 Fb7 26.f3 Tfe8 27.Fd1 Txb5 28.Rg2 Rg7 29.Rf2 Fa5 30.Tf1 Te7 31.h3 h6 32.Fc2 Tc7 33.Tc4 Txc4 34.bxc4 Tb4 35.c5 Fc6  ½-½
Il y eut beaucoup de contre-jeu dans cette partie. Kortchnoï, qui excelle dans ces positions, prit un pion à Karpov, mais au 36e coup faillit perdre son avantage et dû accepter la nulle.
Partie 12

Blancs : Karpov, Anatoly

Noirs : Kortchnoï, Viktor

Ouverture anglaise

Résultat : ½-½

1.c4 Cf6 2.Cc3 d5 3.cxd5 Cxd5 4.Cf3 Cxc3 5.bxc3 g6 6.d4 Fg7 7.e3 c5 8.Fb5+ Cd7 9.O-O O-O 10.a4 a6 11.Fd3 b6 12.Tb1 Fb7 13.e4 Dc7 14.Te1 e6 15.e5 h6 16.h4 Tfd8 17.Ff4 Cf8 18.Fe3 Tab8 19.De2 Fc6 20.Fxa6 cxd4 21.cxd4 Fxa4 22.Cd2 Dc6 23.Tec1 Da8 24.Fd3 Fc6 25.f3 b5 26.Cb3 Tbc8 27.Cc5 Cd7 28.Ce4 Fxe4 29.Txc8 Dxc8 30.Fxe4 Dc4 31.Fd3 Dc3 32.Fxb5 Cb6 33.Dd3 Cd5 34.Ff2 h5 35.Dxc3 Cxc3 36.Tb3 Cd1 37.Td3 Cxf2 38.Rxf2 Tb8 39.Fc4 Tb2+ 40.Rg3 Tb4 41.Tc3 Tb8 42.f4 Tc8 43.Rf2 Ff8 44.Re3 Fb4 45.Tc1 Fa3 46.Tc2 Fb4 47.Tc1  ½-½
Lors de cette douzième partie Kortchnoï reçu un avertissement du jury pour avoir parlé pendant la partie en des termes que Karpov qualifia de « grossiers ». Selon Mikhaïl Tal, présent à Merano, le champion du monde commit quelques imprécisions. Il obtint cependant un pion d’avance, mais ne put que demander la nulle, comme c’est souvent le cas avec des fous de couleurs opposées.
Partie 13

Blancs : Kortchnoï, Viktor

Noirs : Karpov, Anatoly

Gambit dame refusé

Résultat : 1-0

1.c4 e6 2.Cc3 d5 3.d4 Fe7 4.cxd5 exd5 5.Ff4 c6 6.e3 Ff5 7.g4 Fe6 8.h3 Cf6 9.Cf3 O-O 10.Fd3 c5 11.Rf1 Cc6 12.Rg2 Tc8 13.Tc1 Te8 14.dxc5 Fxc5 15.Cb5 Ff8 16.Cfd4 Cxd4 17.Txc8 Dxc8 18.exd4 Dd7 19.Cc7 Tc8 20.Cxe6 fxe6 21.Te1 a6 22.g5 Ce4 23.Dg4 Fb4 24.Te2 Tf8 25.f3 Df7 26.Fe5 Cd2 27.a3 Cxf3 28.g6 hxg6 29.Fg3 Fe7 30.Tf2 Ce1+ 31.Rh2 Dxf2+ 32.Fxf2 Cxd3 33.Dxe6+ Tf7 34.Fg3 Cxb2 35.Dxd5 Ff6 36.Fd6 g5 37.Db3 Fxd4 38.De6 g6 39.De8+ Rg7 40.Fe5+ Fxe5+ 41.Dxe5+ Rh7  
 1-0
Malgré un net avantage matériel pour Karpov, la position finit par être gagnante pour Kortchnoï. Comme il y a 3 ans, Kortchnoï réussit à réduire le score de 4 à 2.
Partie 14

Blancs : Karpov, Anatoly

Noirs : Kortchnoï, Viktor

Ruy Lopez, défense Tarrasch

Résultat : 1-0

1.e4 e5 2.Cf3 Cc6 3.Fb5 a6 4.Fa4 Cf6 5.O-O Cxe4 6.d4 b5 7.Fb3 d5 8.dxe5 Fe6 9.Cbd2 Cc5 10.c3 d4 11.Fxe6 Cxe6 12.cxd4 Ccxd4 13.Ce4 Fe7 14.Fe3 Cxf3+ 15.Dxf3 O-O 16.Tfd1 De8 17.Cf6+ Fxf6 18.exf6 Dc8 19.fxg7 Td8 20.h4 c5 21.Tac1 Dc7 22.h5 De5 23.h6 Dxb2 24.Td7 Txd7 25.Dxa8+ Td8 26.Dxa6 De2 27.Tf1 Td1 28.Da8+ Td8 29.Dc6 b4 30.Da4 Dd3 31.Tc1 Dd5 32.Db3 De4 33.Dc2 Dxc2 34.Txc2 f5 35.f4 Rf7 36.g4 Td5 37.gxf5 Txf5 38.Td2 Tf6 39.Td7+ Rg8 40.f5 Txf5 41.Te7 Cxg7 42.Txg7+ Rh8 43.Tc7 Rg8
44.Fxc5 Tg5+ 45.Rf2 Tg6 46.Fe3  1-0
Pour le 13e coup le challenger réfléchit 1h 17min. Ses secondants lui avaient conseillé de jouer Dd7 ou Dd5 menaçant le Cavalier en e4, mais Kortchnoï préféra développer son Fou en e7. L’idée du dissident était bonne, mais il ne put concrétiser, car il se fourvoya aux coups suivants.

Partie 15

Blancs : Kortchnoï, Viktor

Noirs : Karpov, Anatoly

Ouverture anglaise des 4 cavaliers, fianchetto côté roi

Résultat : ½-½

1.c4 Cf6 2.Cc3 e5 3.Cf3 Cc6 4.g3 Fb4 5.Cd5 Fc5 6.Fg2 d6 7.O-O O-O 8.e3 Fg4 9.h3 Fxf3 10.Fxf3 Cxd5 11.cxd5 Ce7 12.b3 Dd7 13.Fg2 c6 14.dxc6 Cxc6 15.Fb2 d5 16.Fxe5 Cxe5 17.d4 Fd6 18.dxe5 Fxe5 19.Tc1 d4 20.Tc5 Ff6 21.Td5 Dc7 22.exd4 Tad8 23.Dc1 Db6 24.Txd8 Txd8 25.d5 g6 26.Ff3 Rg7 27.Te1 Td7 28.Df4 Te7 29.Txe7 Fxe7 30.Rg2 a5 31.h4 h5 32.Fe2 Fc5 33.Fc4 Df6 34.Dd2 b6 35.a4 De5 36.Dd3 Df6 37.Dd2 De5 38.Fe2 De4+ 39.Ff3 De5 40.Fd1 De4+  ½-½
Comme pour la douzième partie, avec des fous de couleur opposée, l’avantage d’un pion ne put se solder que par une nulle.
Partie 16

Blancs : Karpov, Anatoly

Noirs : Kortchnoï, Viktor

Ruy Lopez, défense Tarrasch

Résultat : ½-½

1.e4 e5 2.Cf3 Cc6 3.Fb5 a6 4.Fa4 Cf6 5.O-O Cxe4 6.d4 b5 7.Fb3 d5 8.dxe5 Fe6 9.Cbd2 Cc5 10.c3 d4 11.Fxe6 Cxe6 12.cxd4 Ccxd4 13.Ce4 Fe7 14.Fe3 Cf5 15.Dc2 O-O 16.Ceg5 Fxg5 17.Cxg5 g6 18.Cxe6 fxe6 19.Tae1 Dd5 20.b3 Tac8 21.Fc5 Tfd8 22.h3 Dc6 23.b4 Td7 24.Td1 Tcd8 25.Txd7 Txd7 26.Te1 Dd5 27.a4 Ch4 28.f3 Cf5 29.axb5 axb5 30.De2 Dc6 31.Tc1 Td8 32.Fe3 Dd5 33.Ff2 c6 34.De1 Db3 35.Ta1 Db2 36.Tb1 Da2 37.Td1 Td5 38.Txd5 cxd5 39.g4 Cg7 40.Fc5 h6 41.De3 Dc2 42.Rf1 g5  
½-½
Karpov tout au long de cette partie pris un léger avantage, mais par un jeu passif n’obtint que la nulle.
Partie 17

Blancs : Kortchnoï, Viktor

Noirs : Karpov, Anatoly

Gambit dame refusé

Résultat : ½-½

1.Cf3 Cf6 2.c4 e6 3.Cc3 d5 4.d4 Fe7 5.Fg5 h6 6.Fh4 O-O 7.Tc1 dxc4 8.e3 c5 9.Fxc4 cxd4 10.Cxd4 Fd7 11.Fe2 Cc6 12.Cb3 Cd5 13.Fxe7 Ccxe7 14.Cxd5 Cxd5 15.Dd4 Fc6 16.Ff3 Ce7 17.Fxc6 Cxc6 18.Dxd8 Tfxd8 19.Re2 Tac8 20.a3 Rf8 21.Tc2 Ce7 22.Thc1 Txc2+ 23.Txc2 Re8  ½-½
Partie nulle vite conclue après quelques échanges de pièces. C’est la seule partie de ce match où il n’y a pas eu de véritable combat. Karpov étant à un seul point de la victoire, les observateurs attendaient que Kortchnoï profite d’avoir les Blancs pour tenter de revenir au score. Peut-être se rappelant que lors de ses deux dernières tentatives de ravir la couronne mondiale contre Karpov il avait perdu ses dix-septièmes parties, il se satisfît d’une nulle.
Partie 18

Blancs : Karpov, Anatoly

Noirs : Kortchnoï, Viktor

Ruy Lopez, défense Tarrasch

Résultat : 1-0

1.e4 e5 2.Cf3 Cc6 3.Fb5 a6 4.Fa4 Cf6 5.O-O Cxe4 6.d4 b5 7.Fb3 d5 8.dxe5 Fe6 9.Cbd2 Cc5 10.c3 d4 11.Fxe6 Cxe6 12.cxd4 Ccxd4 13.a4 Fe7 14.Cxd4 Cxd4 15.Ce4 Ce6 16.Fe3 O-O 17.f4 Dxd1 18.Tfxd1 Tfb8 19.Td7 Ff8 20.f5 Cd8 21.a5 Cc6 22.e6 fxe6 23.f6 Ce5 24.Txc7 Tc8 25.Tac1 Txc7 26.Txc7 Td8 27.h3 h6 28.Ta7 Cc4 29.Fb6 Tb8 30.Fc5 Fxc5+ 31.Cxc5 gxf6 32.b4 Td8 33.Txa6 Rf7 34.Ta7+ Rg6 35.Td7 Te8 36.a6 Ta8 37.Tb7 Rf5 38.Txb5 Re5 39.Tb7 Rd5 40.Tf7 f5 41.Tf6  1-0
Les 12 premiers coups sont ceux de la seizième partie. Au treizième Karpov introduisit une nouveauté théorique agressive pour obtenir le gain.

## Résultats
Le premier joueur à remporter six victoires était déclaré champion.
|                  | 1 | 2 | 3 | 4 | 5 | 6 | 7 | 8 | 9 | 10 | 11 | 12 | 13 | 14 | 15 | 16 | 17 | 18 | Victoires |
| ---------------- | - | - | - | - | - | - | - | - | - | -- | -- | -- | -- | -- | -- | -- | -- | -- | --------- |
| Anatoly Karpov   | 1 | 1 | = | 1 | = | 0 | = | = | 1 | =  | =  | =  | 0  | 1  | =  | =  | =  | 1  | 6         |
| Viktor Kortchnoï | 0 | 0 | = | 0 | = | 1 | = | = | 0 | =  | =  | =  | 1  | 0  | =  | =  | =  | 0  | 2         |

## Parties remarquables
- Kortchnoï - Karpov, 1re partie, 0-1
- Karpov - Kortchnoï, 6e partie, 0-1
- Kortchnoï - Karpov, 9e partie, 0-1